# Liste der Biografien/Od
Liste der Biografien |
Portal Biografien |
Personensuche
# |
A |
B |
C |
D |
E |
F |
G |
H |
I |
J |
K |
L |
M |
N |
O |
P |
Q |
R |
S |
T |
U |
V |
W |
X |
Y |
Z |
?
 
Oa |
Ob |
Oc |
Od |
Oe |
Of |
Og |
Oh |
Oi |
Oj |
Ok |
Ol |
Om |
On |
Oo |
Op |
Oq |
Or |
Os |
Ot |
Ou |
Ov |
Ow |
Ox |
Oy |
Oz
Die Liste der Biografien führt alle Personen auf, die in der deutschsprachigen Wikipedia einen Artikel haben. Dieses ist eine Teilliste mit 650 Einträgen von Personen, deren Namen mit den Buchstaben „Od“ beginnt.

## Od

### Oda
- Oda, Stammmutter der herzoglichen Linie der Billunger
- Oda, sächsische Adlige, vierte Frau von Bolesław I.
- Oda († 1035), Äbtissin des Klosters Kaufungen
- Oda († 913), Stammmutter der Liudolfinger, NonneOda († 913)

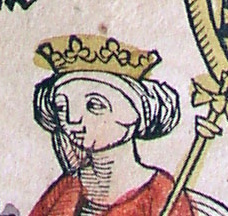
Oda († 913)

- Oda († 903), ostfränkische Königin und römisch-deutsche Kaiserin
- Oda, sächsische Adlige
- Oda von Amay, fränkische Adlige und katholische Heilige
- Oda von Brabant, katholische Heilige
- Oda von Haldensleben († 1023), Ehefrau des ersten polnischen Piastenherzogs Mieszko I.
- Oda von Meinersen, Äbtissin im Stift St. Cyriakus in Gernrode
- Oda von Stade, Ehefrau von Swjatoslaw II.
- Oda von Tecklenburg († 1221), zweite Tochter des Grafen Simon I. von Tecklenburg und der Gräfin Oda von Berg-Altena
- Oda von Werl († 1110), durch Heirat Gräfin von Stade und Markgraf der Nordmark, Gründerin des Klosters Harsefeld
- Oda, Almir (* 2004), nordmazedonischer Fußballspieler
- Oda, Daiki (* 1996), japanischer Weitspringer
- Oda, Edson, brasilianischer Filmemacher
- Oda, Eiichirō (* 1975), japanischer Mangaka
- Oda, Hideji (* 1962), japanischer Manga-Zeichner
- Oda, Itsuki (* 1998), japanischer Fußballspieler
- Oda, Jen (1983–2015), kanadische Schauspielerin, Sängerin und Model
- Oda, Kazuma (1882–1956), japanischer Maler
- Oda, Makoto (1932–2007), japanischer Schriftsteller
- Ōda, Makoto (* 1989), japanischer Fußballspieler
- Oda, Masakuni (* 1974), japanischer Schriftsteller und Science-Fiction-Autor
- Oda, Mikio (1905–1998), japanischer Leichtathlet
- Oda, Milena (* 1975), tschechische Schriftstellerin
- Oda, Minoru (1923–2001), japanischer Astrophysiker
- Oda, Nobuhide († 1551), japanischer Feudalherr
- Oda, Nobukatsu (1558–1630), japanischer Samurai
- Oda, Nobunaga (1534–1582), japanischer KriegsherrOda Nobunaga (1534–1582)

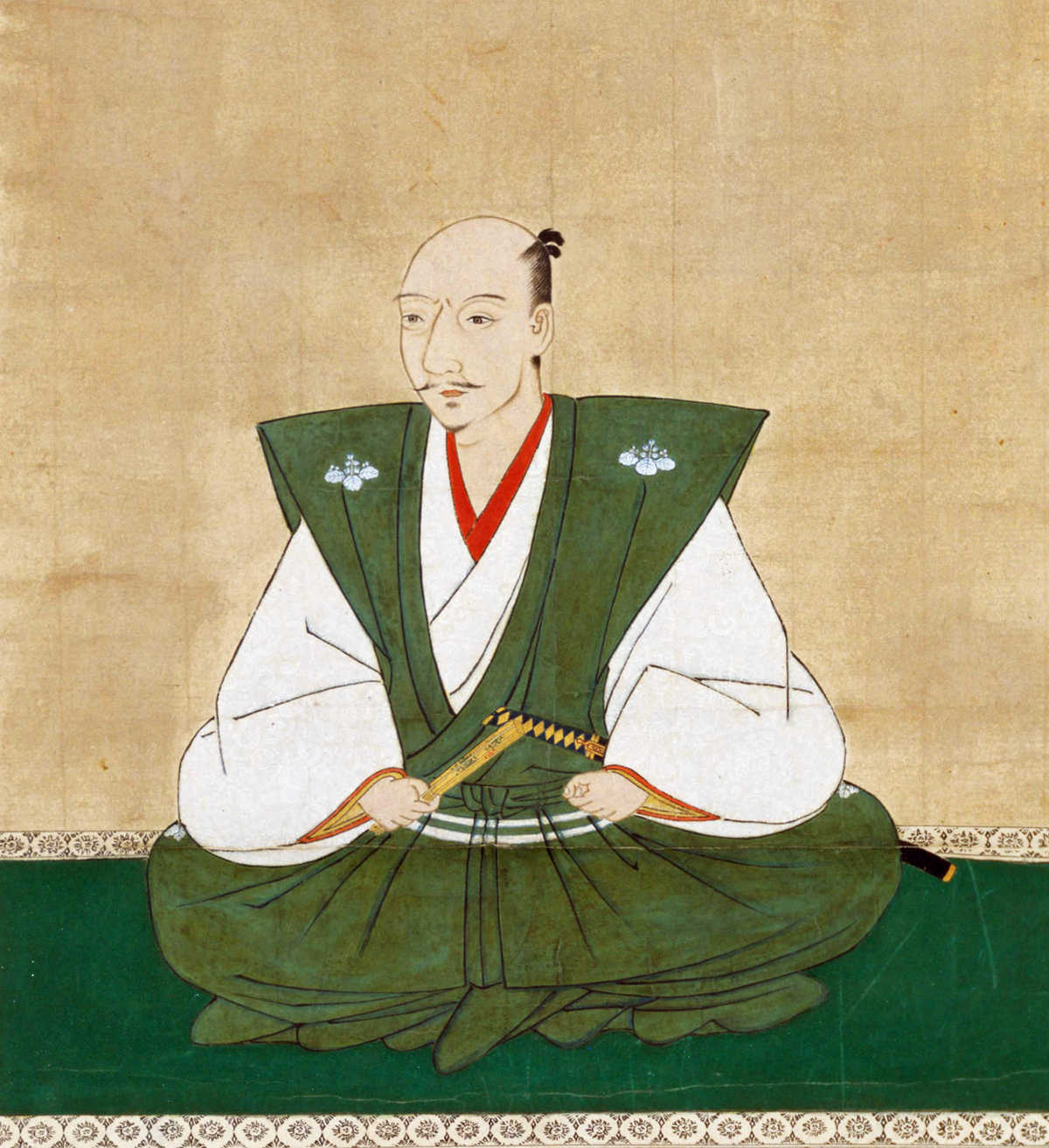
Oda Nobunaga (1534–1582)

- Oda, Nobunari (* 1987), japanischer Eiskunstläufer
- Oda, Nobutada (1557–1582), japanischer SamuraiOda Nobutada (1557–1582)

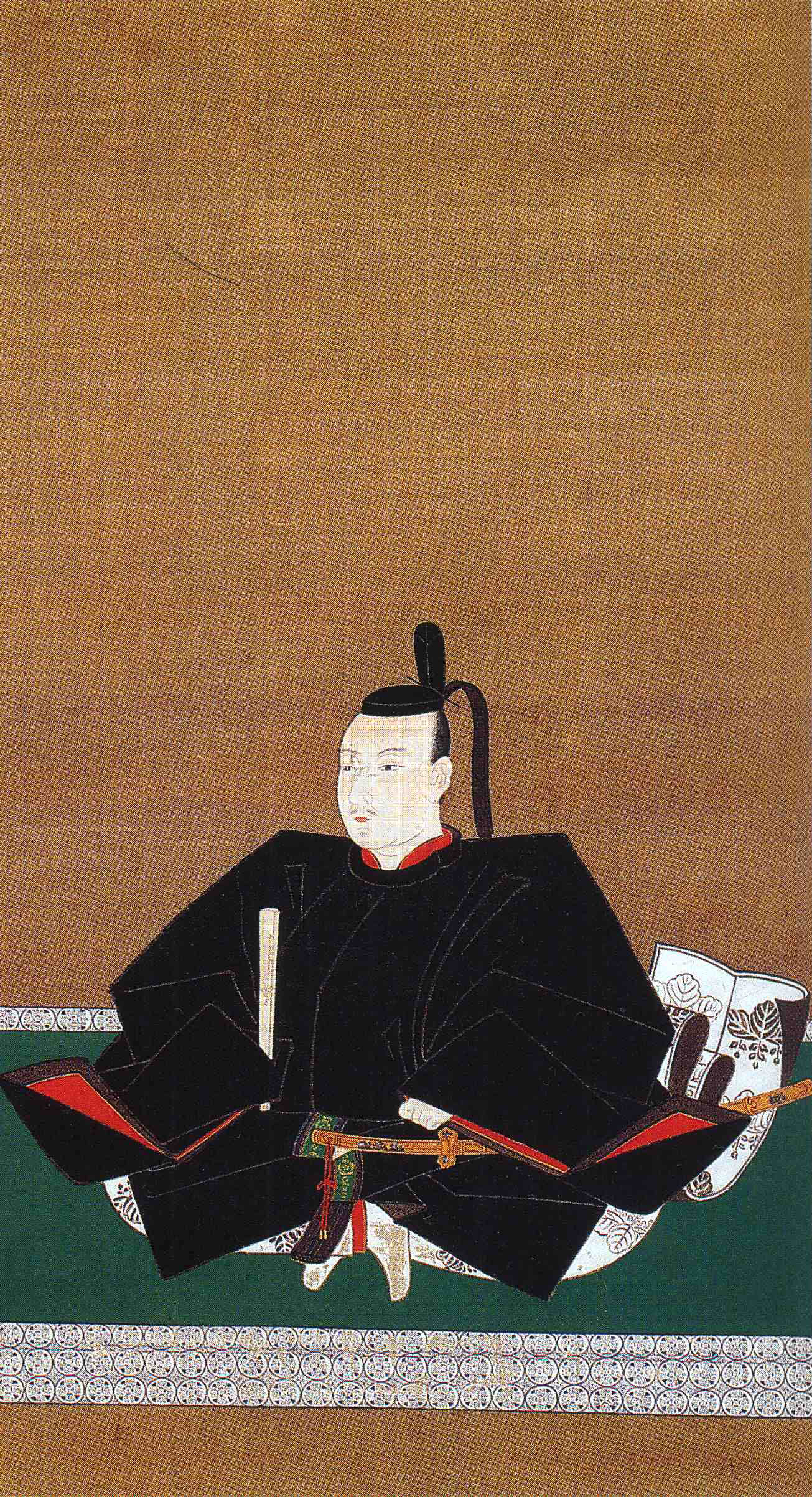
Oda Nobutada (1557–1582)

- Oda, Nobutaka (1558–1583), japanischer Samurai und Mitglied des Oda-Klans
- Oda, Sakunosuke (1913–1947), japanischer Schriftsteller
- Oda, Satoru (1927–2016), japanischer Jazzmusiker
- Oda, Shigeru (* 1924), japanischer Jurist, Richter am Internationalen Gerichtshof
- Oda, Sophie (* 1991), US-amerikanische Schauspielerin und Sängerin
- Oda, Suzuka (* 1986), japanische Comiczeichnerin und Illustratorin
- Oda, Tadao (* 1940), japanischer Mathematiker
- Oda, Takeo (1900–1979), japanischer Schriftsteller
- Oda, Tokito (* 2006), japanischer Rollstuhltennisspieler
- Oda, Uraku (1547–1622), japanischer Teemeister
- Oda, Yorozu (1868–1945), japanischer Jurist und Richter am Ständigen Internationalen Gerichtshof (1922–1930)
- Oda, Yūtarō (* 2001), japanischer Fußballspieler
- Odabai, Sergio (* 1997), österreichischer Boxer im Superleichtgewicht
- Odabas, Ali (* 1993), deutscher Fußballspieler
- Odabaş, Barış (* 1991), deutsch-türkischer Fußballspieler
- Odabaşı, Avni (* 1957), deutsch-türkischer Karikaturist
- Odabaşı, Ferhat (* 1983), türkischer Fußballtorhüter
- Odabaşı, İsmail Haktan (* 1991), türkischer Fußballspieler
- Odabaşı, Mirza (* 1988), deutsch-türkischer Filmregisseur, Fotograf und Songwriter
- Odadjian, Shavo (* 1974), US-amerikanischer Bassist armenischer Herkunft und Mitglied der Metal-Band System of a DownShavo Odadjian (* 1974)

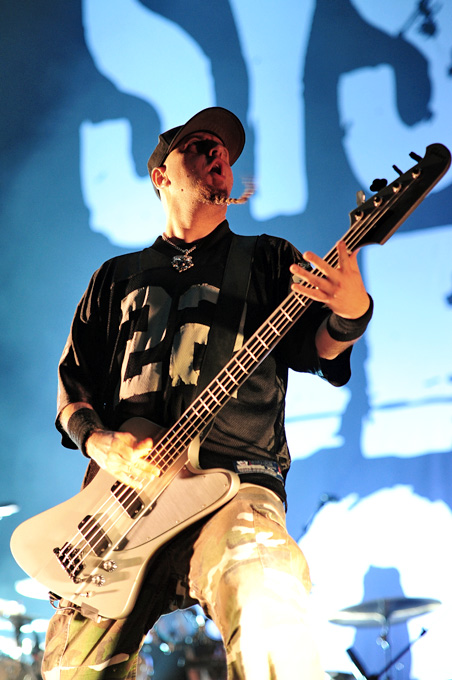
Shavo Odadjian (* 1974)

- Odaenathus, Septimius († 267), König von Palmyra
- Odagiri, Hideo (1916–2000), japanischer Literaturkritiker
- Odagiri, Hotaru, japanische Mangaka
- Odagiri, Joe (* 1976), japanischer Schauspieler, Regisseur und Drehbuchautor
- Odaira, Namihei (1874–1951), japanischer Unternehmer
- Odajima, Ryō (* 1996), japanischer Fußballspieler
- Odajima, Takayuki (* 1977), japanischer Fußballspieler
- Odak, Krsto (1888–1965), jugoslawischer Komponist
- Odak, Luka (* 1989), kroatischer Fußballspieler
- Odalric († 859), Graf von Barcelona, Girona, Rosselló und Empúries sowie Markgraf von Gothien (852–858)
- Odalrich von Verdun, katholischer Theologe und Kanoniker
- O’Daly, Gerard James Patrick (* 1943), irischer Klassischer Philologe
- Odama, John Baptist (* 1947), ugandischer Geistlicher, römisch-katholischer Erzbischof von Gulu
- Odametey, Adjiri (* 1963), ghanaischer Singer & Songwriter und Multi-Instrumentalist
- Odametey, Gordon, ghanaischer Percussionist
- Odamura, Satsuki, japanische Kotospielerin
- O’Daniel, John W. (1894–1975), US-amerikanischer Generalleutnant und Militärattaché
- O’Daniel, W. Lee (1890–1969), US-amerikanischer Politiker
- Odano, Naotake (1750–1780), japanischer Maler
- Odanović, Olga (* 1958), serbische Schauspielerin
- Ôdâĸ († 1955), grönländischer Inuk und Expeditionsteilnehmer
- Odar, Baran bo (* 1978), deutscher Regisseur und DrehbuchautorBaran bo Odar (* 1978)

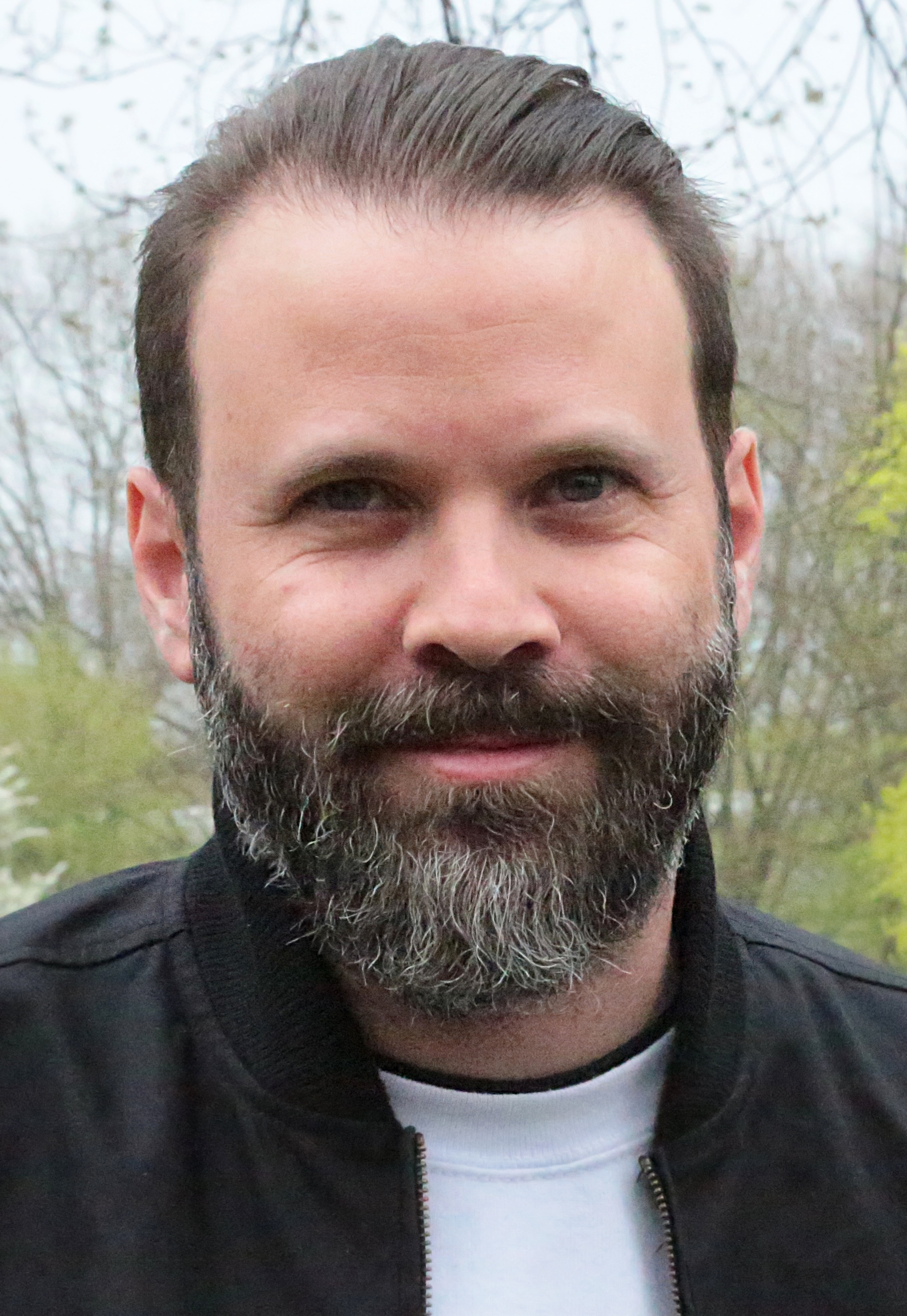
Baran bo Odar (* 1978)

- Odartschenko, Iwan Stepanowitsch (1926–2013), russischer Soldat der Roten Armee
- Odartschenko, Jurij (* 1960), ukrainischer Politiker, Gouverneur der Oblast Cherson
- Odawara, Takashi (* 1992), japanischer Fußballspieler
- O’Day, Alan (1940–2013), US-amerikanischer Sänger, Songwriter und Komponist
- O’Day, Anita (1919–2006), US-amerikanische JazzsängerinAnita O’Day (1919–2006)

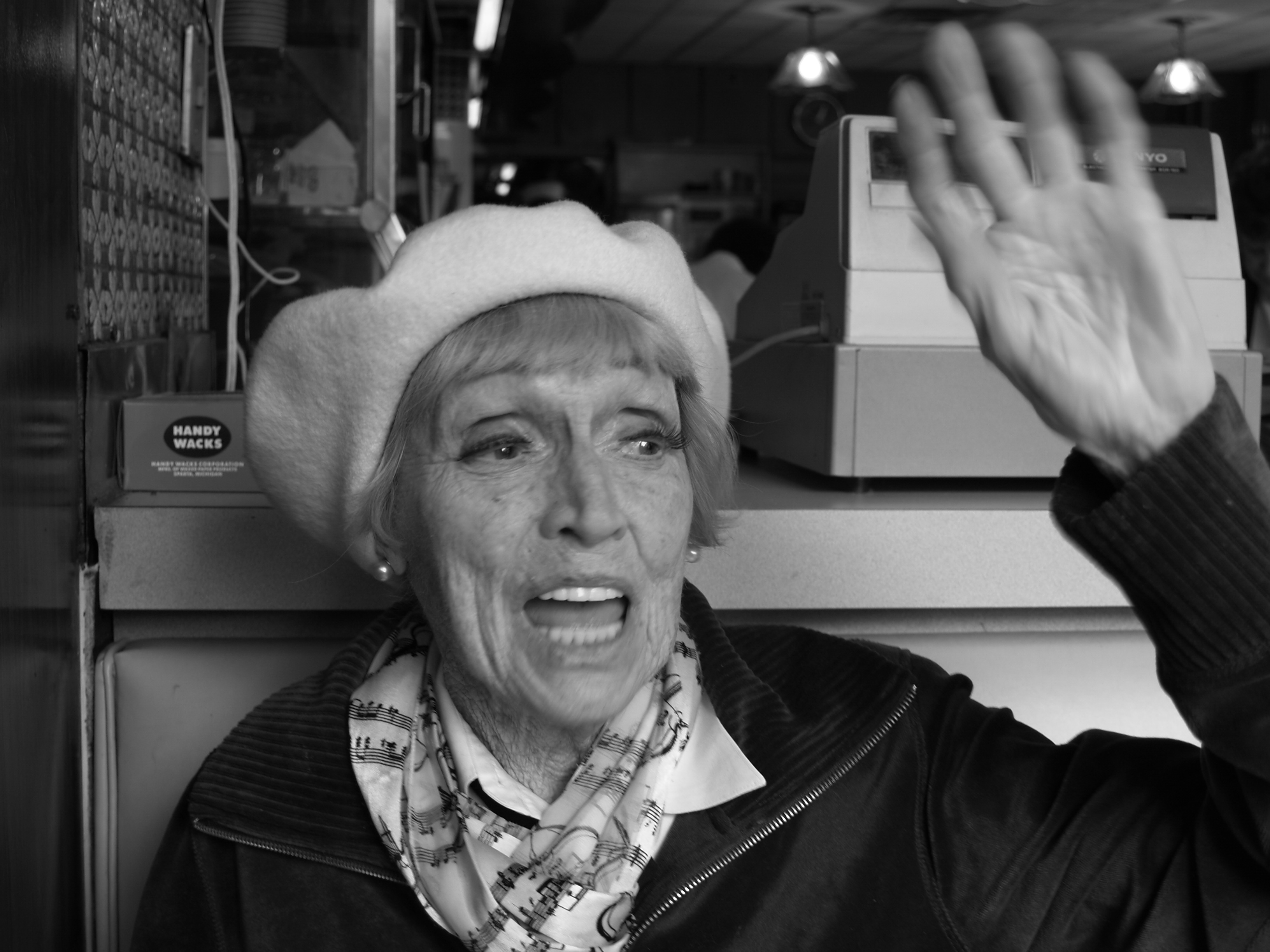
Anita O’Day (1919–2006)

- O’Day, Caroline Love Goodwin (1875–1943), US-amerikanische Politikerin
- O’Day, George (1923–1987), US-amerikanischer Segler
- O’Day, Molly (1923–1987), US-amerikanische Countrysängerin
- Ödäýew, Hanjar (* 1972), turkmenischer Schachspieler
- Odazzi, Giovanni (1663–1731), italienischer Maler und Grafiker des Rokoko in Rom

### Odb
- Odberg, Frank (1879–1917), belgischer Ruderer
- Odbjerg, Andreas (* 1987), dänischer Pop-Rock-Sänger

### Odc
- Odchimar, Nereo (1940–2024), philippinischer Geistlicher, römisch-katholischer Bischof von Tandag
- Odchüügiin, Dölgöön (* 1991), mongolische Schauspielerin

### Odd
- Oddantonio da Montefeltro (1426–1444), Herzog von Urbino
- Odden, Olav (1914–1969), norwegischer Skilangläufer und Nordischer Kombinierer
- Odden, Sara (* 1995), norwegisch-schwedische Handballspielerin
- Odderskov, Finn (* 1947), dänischer Jazzmusiker (Saxophone, Klarinette)
- Oddi, Giacomo (1679–1770), italienischer Erzbischof und Kardinal
- Oddi, Niccolò (1715–1767), italienischer Geistlicher, Kardinal, Diplomat und Erzbischof
- Oddi, Ruggero (1864–1913), italienischer Anatom
- Oddi, Silvio (1910–2001), italienischer Geistlicher, Diplomat des Heiligen Stuhls und Kurienkardinal der römisch-katholischen Kirche
- Oddie, Brian (1905–1996), britischer Langstreckenläufer und Meteorologe
- Oddie, Tasker (1870–1950), US-amerikanischer Politiker
- Oddleifson, Chris (* 1950), kanadischer Eishockeyspieler
- Oddli, Anders (* 1994), norwegischer Radsportler
- Oddný G. Harðardóttir (* 1957), isländische Politikerin (Allianz)
- Oddný Guðmundsdóttir (1908–1985), isländische Schriftstellerin
- Oddný Mjöll Arnardóttir (* 1970), isländische Juristin, Richterin am Europäischen Gerichtshof für Menschenrechte
- Oddo, Antonio (* 1939), italienischer Karambolagespieler
- Oddo, Giuseppe (1856–1954), italienischer Chemiker
- Oddo, John (1953–2019), US-amerikanischer Jazzmusiker
- Oddo, Massimo (* 1976), italienischer Fußballspieler und -trainer
- Oddo, Philippe (* 1959), französischer Bankier
- Oddone di Tonengo, Kardinal der römisch-katholischen Kirche
- Oddone, Piermaria (* 1944), peruanisch-US-amerikanischer experimenteller Teilchenphysiker
- Oddou, Yolaine (* 1990), kanadische Biathletin
- Oddur Björnsson (1932–2011), isländischer Dramatiker und Theaterregisseur
- Oddur Einarsson (1559–1630), isländischer Geistlicher, Bischof von Skálholt
- Oddur Gottskálksson († 1556), Sohn des katholischen Bischofs Gottskálk Nikulásson und der Guðrún Eiríksdóttir
- Oddur Grétarsson (* 1990), isländischer Handballspieler
- Oddur Pétursson (1931–2018), isländischer Skilangläufer
- Oddy, Greg (* 1980), australischer Eishockeyspieler

### Ode
- Ode, Erik (1910–1983), deutscher Schauspieler, Regisseur und SynchronsprecherErik Ode (1910–1983)

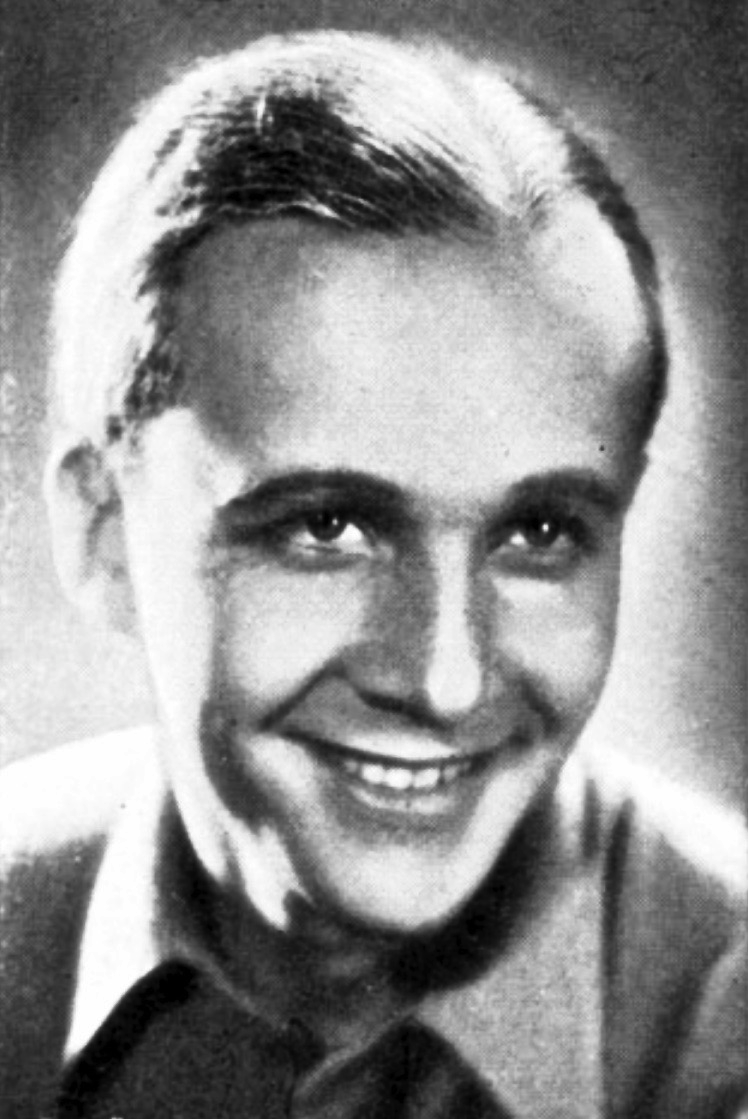
Erik Ode (1910–1983)

- Odé, Jacobus (1698–1751), niederländischer Philosoph, reformierter Theologe, Mathematiker, Astronom, Geograph und Physiker
- Ode, Michael, amerikanischer Jazzmusiker (Schlagzeug)
- Ōde, Motonobu (1953–2008), japanischer Fusion- und Jazzmusiker (Gitarre)
- O’Dea, Ben (* 1992), neuseeländischer Volleyball- und Beachvolleyballspieler
- O’Dea, Darren (* 1987), irischer Fußballspieler
- O’Dea, Denis (1905–1978), irischer Theater- und FilmschauspielerDenis O’Dea (1905–1978)

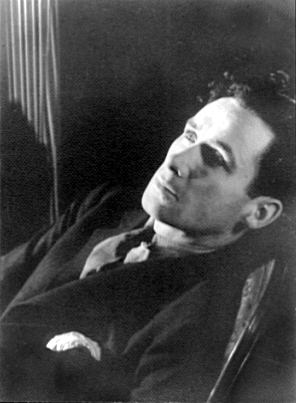
Denis O’Dea (1905–1978)

- O’Dea, Eoghan, irischer Pokerspieler
- O’Dea, Judith (* 1945), US-amerikanische Schauspielerin
- O’Dea, Sam (* 1990), neuseeländischer Beachvolleyballspieler
- O’Dea, Trent (* 1994), australischer Volleyballspieler
- O’Dea, Willie (* 1952), irischer Politiker, Verteidigungsminister der Republik Irland
- Odeblad, Erik (1922–2019), schwedischer Mediziner
- Odebrecht, Andreas Christian (1716–1791), deutscher Politiker und Bürgermeister von Greifswald
- Odebrecht, Andreas Christian (1756–1831), deutscher Jurist, Oberappellationsgerichtsrat in Greifswald
- Odebrecht, Emil (1835–1912), deutscher geodätischer Ingenieur und Kartograf
- Odebrecht, Emílio (1894–1962), brasilianischer Ingenieur und Geschäftsmann
- Odebrecht, Felix (* 1984), deutscher Radrennfahrer
- Odebrecht, Joachim Georg (1725–1801), deutscher Stadtphysikus
- Odebrecht, Job (1892–1982), deutscher Offizier, zuletzt General der Flakartillerie im Zweiten Weltkrieg
- Odebrecht, Johann Hermann (1757–1821), Bürgermeister von Greifswald
- Odebrecht, Johanna (1794–1856), Gründerin und Leiterin einer Armenschule in Greifswald
- Odebrecht, Marcelo, brasilianischer Bauingenieur
- Odebrecht, Norberto (1920–2014), brasilianischer Ingenieur, Unternehmer
- Odebrecht, Otto (1833–1860), deutscher Maler
- Odebrecht, Rudolf (1883–1945), deutscher Philosoph
- Odebrecht, Viola (* 1983), deutsche Fußballspielerin
- Odefey, Ernst (1882–1964), deutscher Maler und Grafiker
- Ødegaard, Alexander (* 1980), norwegischer Fußballspieler
- Ødegaard, Martin (* 1998), norwegischer FußballspielerMartin Ødegaard (* 1998)

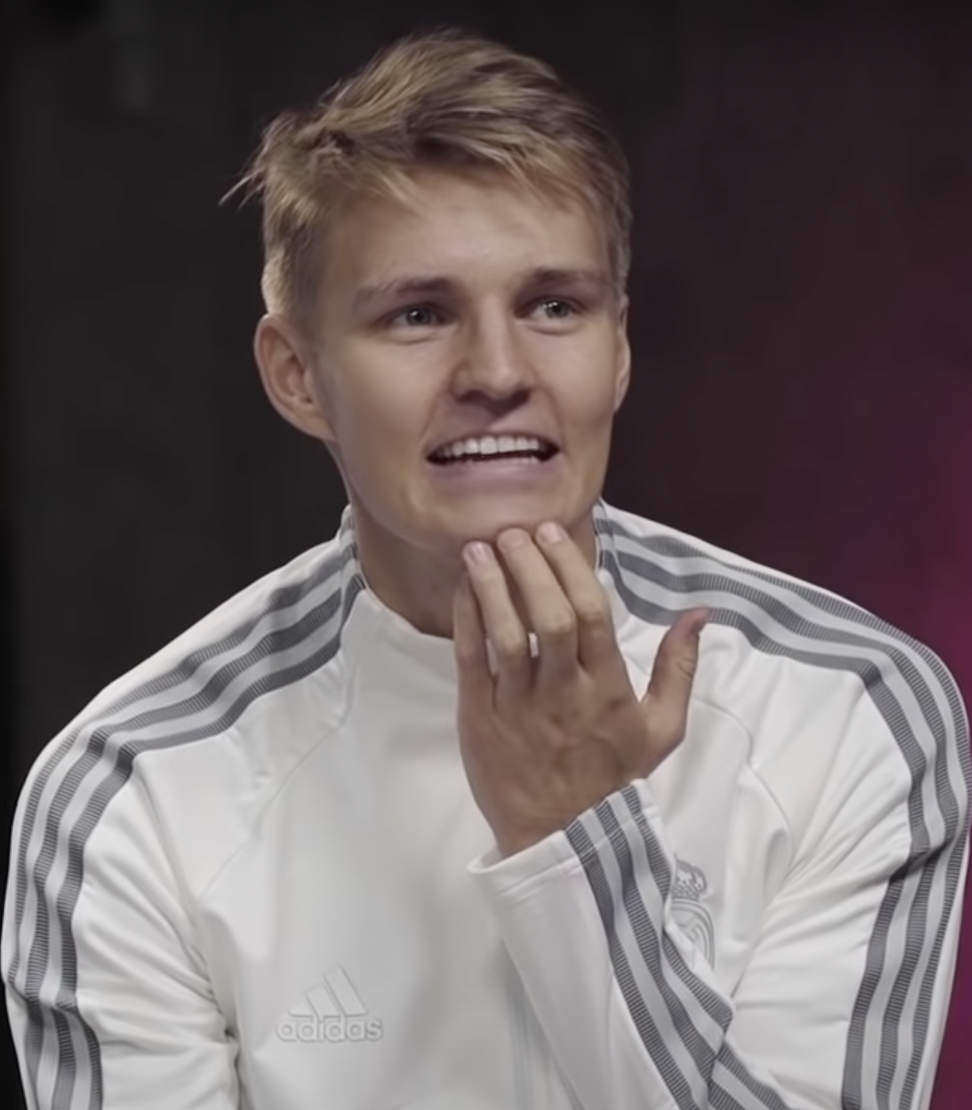
Martin Ødegaard (* 1998)

- Ødegaard, Reidar (1901–1972), norwegischer Skilangläufer
- Ødegård, Hans Petter (* 1959), norwegischer Radrennfahrer
- Ødegård, Ingrid (* 1983), norwegische Handballspielerin
- Odegard, Peter H. (1901–1966), US-amerikanischer Politikwissenschaftler und Hochschullehrer
- Ødegård, Unni (* 1974), norwegische Skilangläuferin
- Odeh, Ayman (* 1975), israelischer PolitikerAyman Odeh (* 1975)

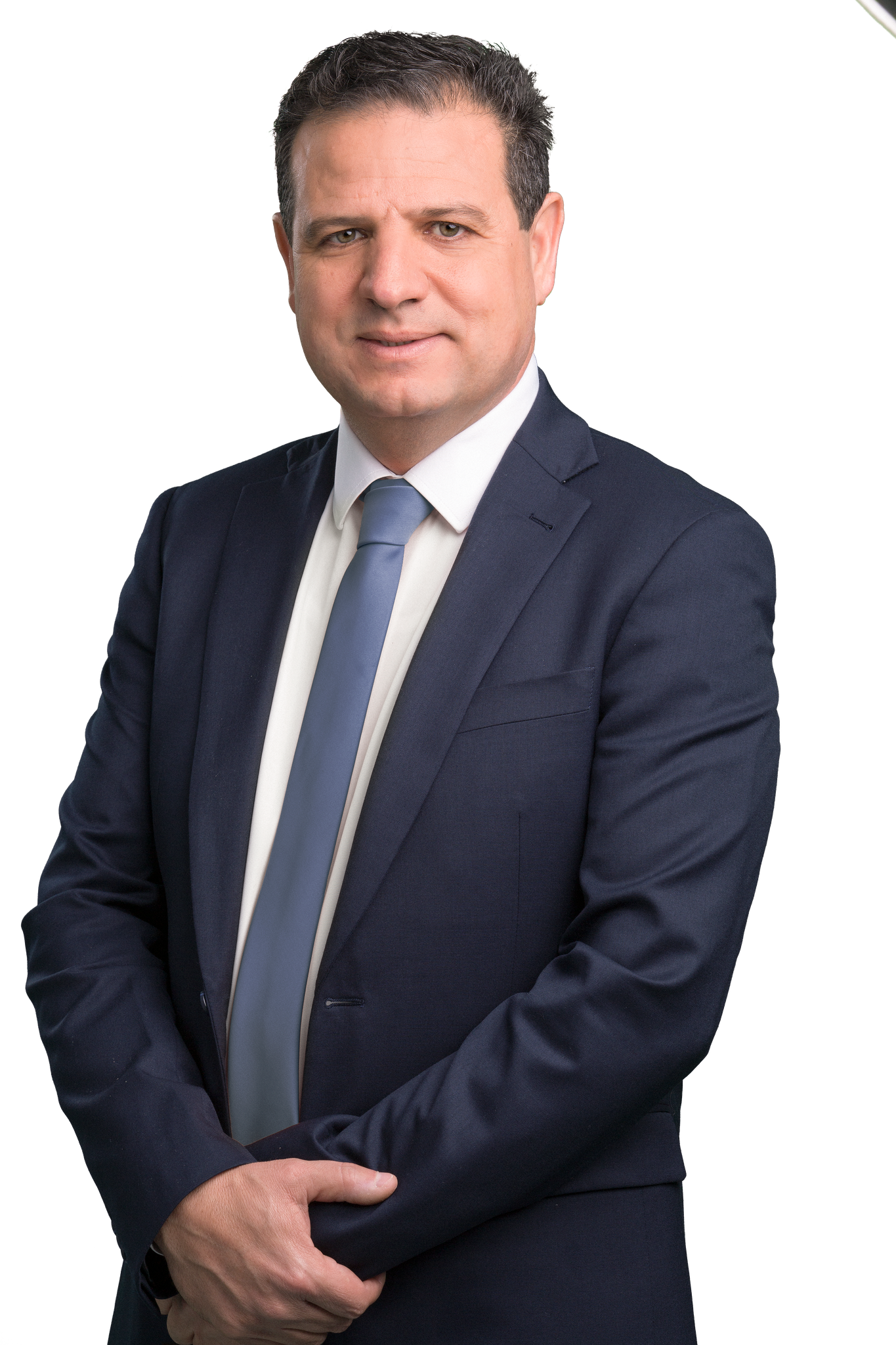
Ayman Odeh (* 1975)

- Odeh, Rasmea (* 1948), jordanische Terroristin
- Odeh, Samer (* 1970), deutsch-palästinensischer Schriftsteller, Pressefotograf und Kaffeesatzleser
- Odeh-Tamimi, Samir (* 1970), palästinensisch-israelischer Komponist
- Odehnal, Franz (1870–1928), österreichischer Politiker (CSP), Landtagsabgeordneter, Abgeordneter zum Nationalrat
- Odehnal, Jakob (* 2001), österreichischer Fußballspieler
- Odelberg, Jesper (* 1970), schwedischer Standup-Comedian, Musiker und Politiker
- Odele, Tega (* 1995), nigerianischer Leichtathlet
- Odeleben, Kurt von (1858–1913), sächsischer Generalmajor
- Odelein, Lyle (* 1968), kanadischer Eishockeyspieler
- Odeleke, Bola (* 1950), nigerianische Geistliche und Bischöfin
- Odelem, Johann Philipp, deutscher Jurist
- Odeleye, Adedayo (* 1997), nigerianisch-britischer American-Football-Spieler
- Odelius, Kim (* 1985), schwedischer Fußballspieler
- Odell, Benjamin Barker (1854–1926), US-amerikanischer Politiker und Gouverneur des Bundesstaates New York (1901–1905)
- Odell, Cary (1910–1988), US-amerikanischer Szenenbildner
- O’Dell, Denis (1923–2021), britischer Filmproduzent
- O’Dell, Eric (* 1990), kanadischer Eishockeyspieler
- O’Dell, Frankie (* 1971), US-amerikanischer Pokerspieler
- Odell, Jack (1920–2007), britischer Ingenieur
- Odell, Jackson (1997–2018), US-amerikanischer Schauspieler
- O’Dell, Jennifer (* 1974), US-amerikanische Schauspielerin
- Odell, MaryEllen (* 1961), US-amerikanische Politikerin, County Executive des Putnam County (seit 2011)
- Odell, Mats (* 1947), schwedischer Politiker (Kristdemokraterna), Mitglied des Riksdag, Minister
- Odell, Moses F. (1818–1866), US-amerikanischer Politiker
- Odell, Nathaniel H. (1828–1904), US-amerikanischer Politiker
- Odell, Noel (1890–1987), britischer Geologe und Bergsteiger
- Odell, Robert (1896–1984), US-amerikanischer Artdirector und Szenenbildner
- Odell, Rosemary (1924–1992), US-amerikanische Kostümbildnerin
- O’Dell, Scott (1898–1989), US-amerikanischer Schriftsteller
- Odell, Tom (* 1990), britischer SängerTom Odell (* 1990)

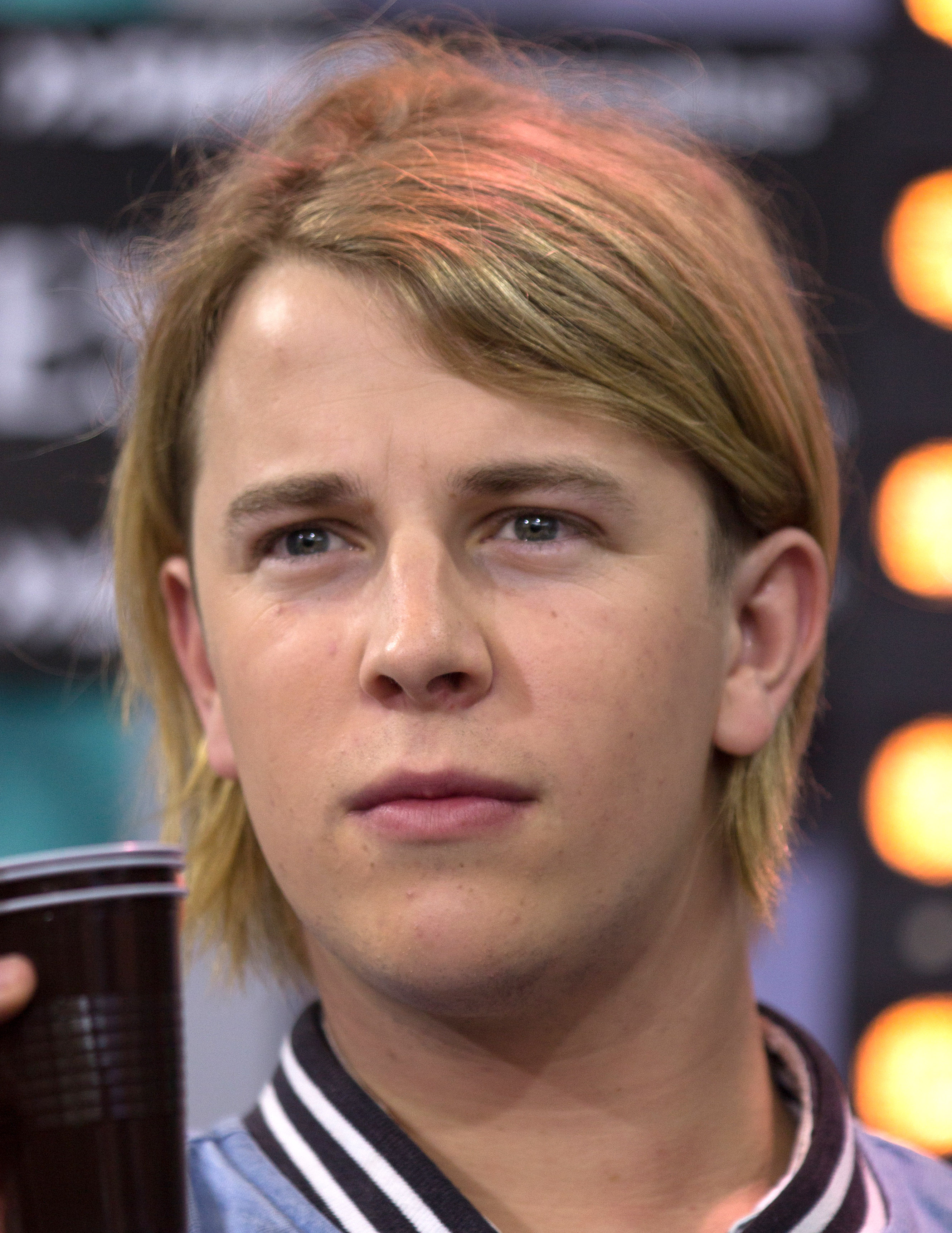
Tom Odell (* 1990)

- Odelmark, Frans Wilhelm (1849–1937), schwedischer Genre- und Architekturmaler der Düsseldorfer Schule
- Odeman, Robert T. (1904–1985), deutscher Kabarettist
- Odemar, Fritz (1890–1955), deutscher Schauspieler
- Odemar, Fritz senior (1858–1926), deutscher Bühnenschauspieler
- Odemwingie, Peter (* 1981), nigerianischer Fußballspieler
- Öden, Aytaç (* 1991), türkischer Fußballspieler
- Oden, Delk M. (1911–1997), US-amerikanischer Offizier, Generalmajor der US-Army
- Oden, Greg (* 1988), US-amerikanischer Basketballspieler
- Odén, Ida (* 1987), schwedische Handballspielerin
- Oden, J. Tinsley (1936–2023), US-amerikanischer Ingenieurwissenschaftler
- Oden, Johann Heinrich (1732–1797), niedersächsischer Bildhauer der frühen Neuzeit
- Odén, Robert (* 1984), schwedischer Handballspieler
- Öden, Songül (* 1979), türkische Schauspielerin
- Oden, St. Louis Jimmy (1903–1977), US-amerikanischer Jazzpianist, Arrangeur und Songwriter
- Oden, Thomas C. (1931–2016), US-amerikanischer methodistischer Theologe der Paleo-Orthodoxie
- Odenbach, Friedrich (* 1945), deutscher Politiker (SPD), MdL
- Odenbach, Marcel (* 1953), deutscher Videokünstler, Zeichner und Collagist
- Odenbach, Paul Erwin (1924–2007), deutscher Psychiater und ärztlicher Standespolitiker
- Odenberg, Christina (* 1940), schwedische Bischöfin
- Odenberg, Mikael (* 1953), schwedischer Politiker (Moderata samlingspartiet), Mitglied des Riksdag
- Odendaal, Fox (1898–1966), südafrikanischer Politiker und Provinzgouverneur
- Odendahl Metz, Johann Paul (1888–1957), deutscher Missionar und Geistlicher
- Odendahl, Björn (* 1984), deutscher Journalist
- Odendahl, Doris (1933–2013), deutsche Politikerin (SPD), MdB
- Odendahl, Florian (* 1974), deutscher Theater- und FilmschauspielerFlorian Odendahl (* 1974)

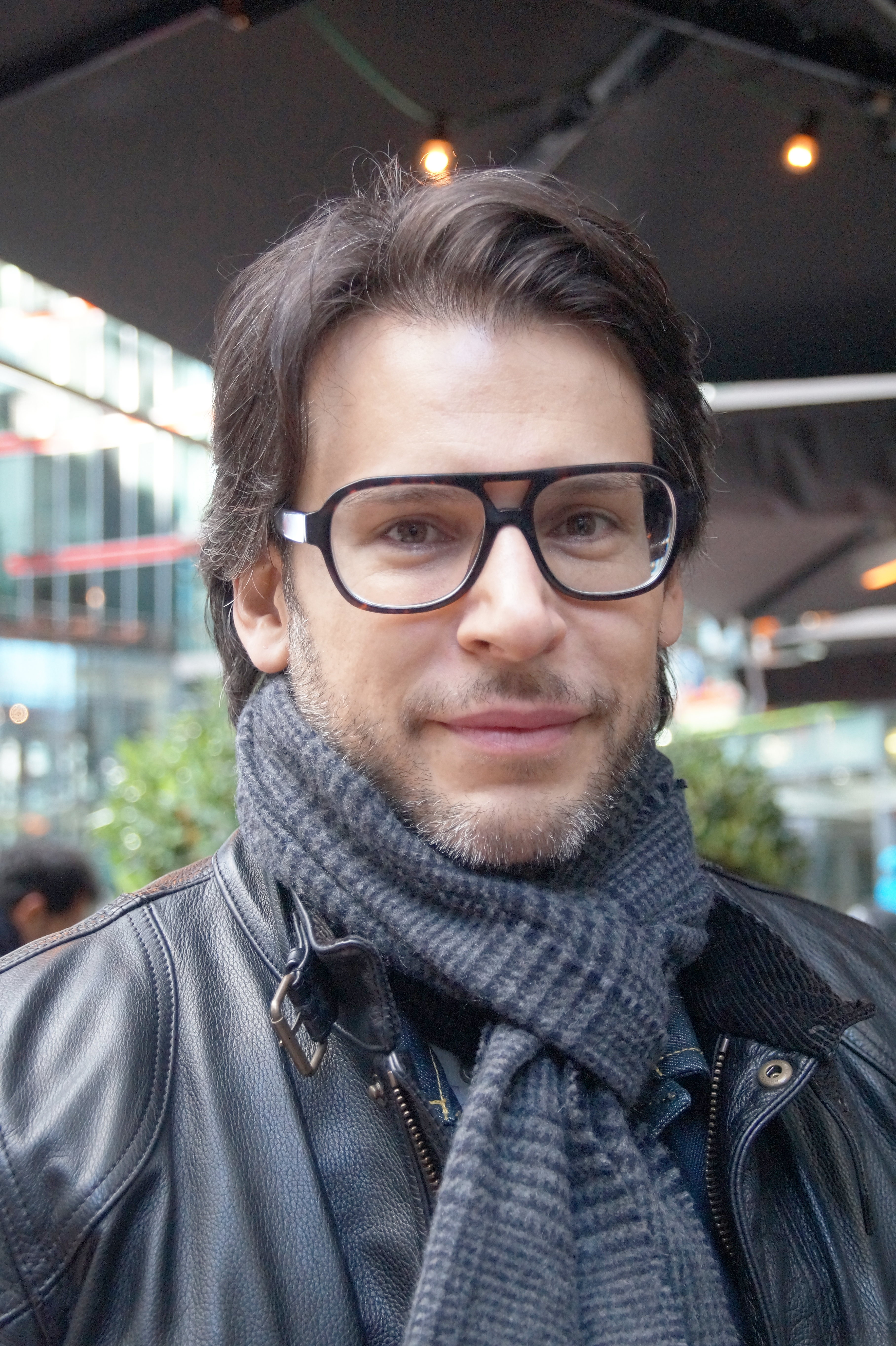
Florian Odendahl (* 1974)

- Odendahl, Johannes (* 1968), deutscher Germanist
- Odendahl, Wolfgang (1931–2020), deutscher Generalleutnant der Bundeswehr
- Odendall, Josef (1890–1968), deutscher Politiker (NSDAP), MdR
- Odend’hal, Jean Ernest (1884–1957), französischer Vizeadmiral
- Odenhoven, Thomas (* 1972), deutscher Spieleautor
- Odenigbo, Ifeadi (* 1994), US-amerikanischer American-Football-Spieler
- Odening, Friedrich (1881–1953), deutscher Politiker (parteilos), MdL
- Odening, Klaus (* 1932), deutscher Zoologe
- Odenius, Maximilian Victor (1828–1913), schwedischer Mediziner
- Odenkirk, Bill (* 1965), US-amerikanischer Drehbuchautor und Produzent
- Odenkirk, Bob (* 1962), US-amerikanischer Schauspieler, Komiker, Schriftsteller, Regisseur und FilmproduzentBob Odenkirk (* 1962)
- Odensaß, Sabine (* 1958), deutsche Malerin

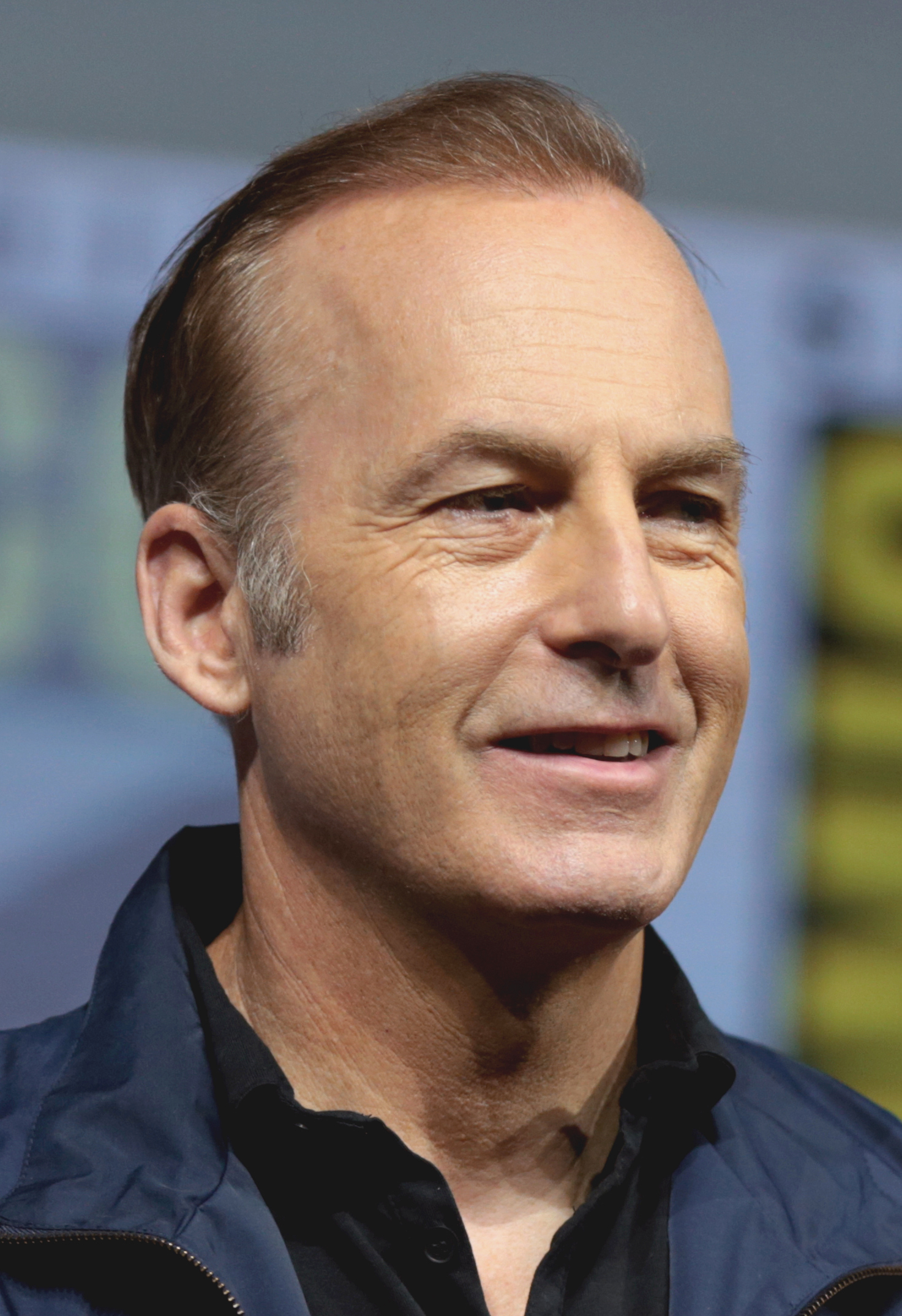
Bob Odenkirk (* 1962)

- Odent, Michel (* 1930), französischer Arzt und Geburtshelfer
- Odenthal, Aloys (1912–2003), deutscher Architekt, Widerstandskämpfer in der Zeit des Nationalsozialismus
- Odenthal, Andreas (* 1963), deutscher Theologe und Hochschullehrer, Professor für Liturgiewissenschaft in Tübingen
- Odenthal, Anja (* 1971), deutsche Entertainerin und Sängerin
- Odenthal, David (* 1979), deutscher American-Football-Spieler
- Odenthal, Heinz (1897–1989), deutscher Gerechter unter den Völkern
- Odenthal, Jakob (1858–1921), deutscher Priester
- Odenthal, Jakob (1886–1954), deutscher Verwaltungsbeamter und Landrat
- Odenthal, Joop (1924–2005), niederländischer Baseball- und Fußballspieler
- Odenthal, Josephine (1902–1984), deutsche Gerechte unter den Völkern
- Odenthal, Karina (* 1961), deutsche Schriftstellerin und Dramaturgin
- Odenthal, Maik (* 1992), deutscher Fußballspieler
- Odenthal, Marc (* 1991), deutscher Judoka
- Odenthal, Normen (* 1972), deutscher Journalist und Fernsehmoderator
- Odenthal, Roger (* 1957), deutscher Experte für Interne Revision und Prüfungsmethodik
- Odenthal, Waltraud, deutsche Autorennfahrerin
- Odenthal, Willy (1896–1962), deutscher Politiker (USPD, SPD), MdB, MdEP, MdL, rheinland-pfälzischer Landesminister
- Odenwald, Andreas (1854–1941), deutscher Unternehmer und Politiker
- Odenwald, Anna (1901–1991), deutsche Krankenschwester
- Odenwald, Josef (1758–1816), badischer Jurist und Amtsvorstand
- Odenwald, Joseph (1788–1859), deutscher Lehrer und Politiker, MdL
- Odenwald, Michael (1949–2021), deutscher Journalist
- Odenwald, Michael (* 1958), deutscher Jurist, ehemaliger Staatssekretär und ehemaliger Aufsichtsratsvorsitzender
- Odenwald, Ralf-Rainer (* 1950), deutscher Maler, Künstler
- Odenwald, Robert Theodor (1838–1899), deutscher Musikpädagoge und Chorleiter
- Odenwald, Theodor (1889–1970), deutscher evangelischer Theologe und Hochschullehrer
- Odenweller, Johann Jakob († 1921), deutscher Politiker
- Öder, Andreas († 1529), deutscher Priester, reformierter Prediger und Märtyrer
- Oder, Arthur Haggai (1938–2006), ugandischer Jurist, Richter am obersten Gerichtshof Ugandas
- Oder, Eugen (1862–1926), deutscher Klassischer Philologe und Gymnasiallehrer
- Oder, Helmut (* 1940), deutscher Politiker (SED), OB von Schwerin
- Oder, Moritz (1873–1914), deutscher Eisenbahn-Bauingenieur und Hochschullehrer an der Technischen Hochschule Danzig
- Oder, Sławomir (* 1960), polnischer Geistlicher, römisch-katholischer Bischof von Gliwice
- Odera, Victor Munga (* 1979), kenianischer Badmintonspieler
- Oderadis, Äbtissin des Klosters Liesborn
- Oderberg, David S. (* 1963), australischer Moralphilosoph
- Oderborn, Paul (1555–1604), deutschbaltischer evangelischer Geistlicher, Superintendent von Kurland
- Oderich, Karl (1856–1915), deutscher Landschafts- und Porträtmaler
- Oderich, Lene (* 2002), deutsche Schauspielerin
- Oderico Manfredi (992–1034), Markgraf von Turin und von Susa
- Oderisio di Sangro, italienischer Benediktinerabt und Kardinal
- Oderisius († 1105), italienischer Kardinal, Abt des Benediktinerklosters Montecassino
- Odermann, Carl Gustav (1815–1904), deutscher Handelsschullehrer und Autor
- Odermann, Heinz (1929–2025), deutscher Journalist und Historiker
- Odermatt, Adelhelm (1844–1920), Gründer der Abtei Mount Angel in Oregon und Titularabt
- Odermatt, André (* 1960), Schweizer Kommunalpolitiker (SP)
- Odermatt, Arnold (1857–1926), Schweizer Politiker
- Odermatt, Arnold (1925–2021), Schweizer PolizeifotografArnold Odermatt (1925–2021)

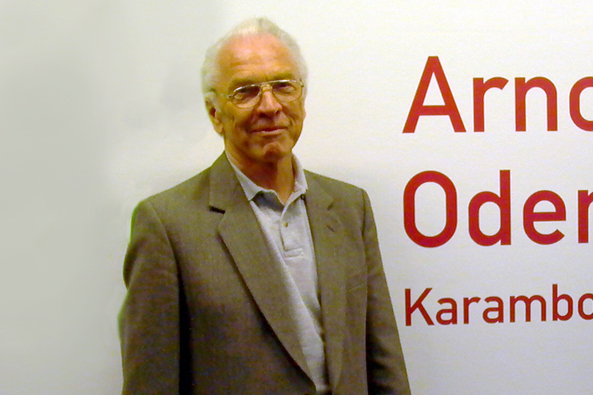
Arnold Odermatt (1925–2021)

- Odermatt, Franz (1867–1952), Schweizer Beamter, Politiker und Schriftsteller
- Odermatt, Gerhard (* 1947), Schweizer Politiker (FDP), Landammann von Nidwalden
- Odermatt, Gottfried (1880–1947), Schweizer Politiker
- Odermatt, Hermann (1888–1964), Schweizer Journalist
- Odermatt, Jean (* 1948), Schweizer Künstler und Soziologe
- Odermatt, Josef (1864–1932), Schweizer Politiker
- Odermatt, Josef Maria (1934–2011), Schweizer Bildhauer und Zeichner
- Odermatt, Joseph, Papst der palmarianisch-katholischen Kirche
- Odermatt, Joseph (1892–1977), Schweizer Politiker
- Odermatt, Karl (1830–1900), Schweizer Politiker
- Odermatt, Karl (1851–1923), Schweizer Politiker
- Odermatt, Karl (1882–1969), Schweizer Politiker
- Odermatt, Karl (* 1942), Schweizer Fussballspieler
- Odermatt, Leo (* 1948), Schweizer Politiker, Landammann von Nidwalden
- Odermatt, Manfred (1940–2024), Schweizer Fussballspieler
- Odermatt, Marco (* 1997), Schweizer SkirennfahrerMarco Odermatt (* 1997)

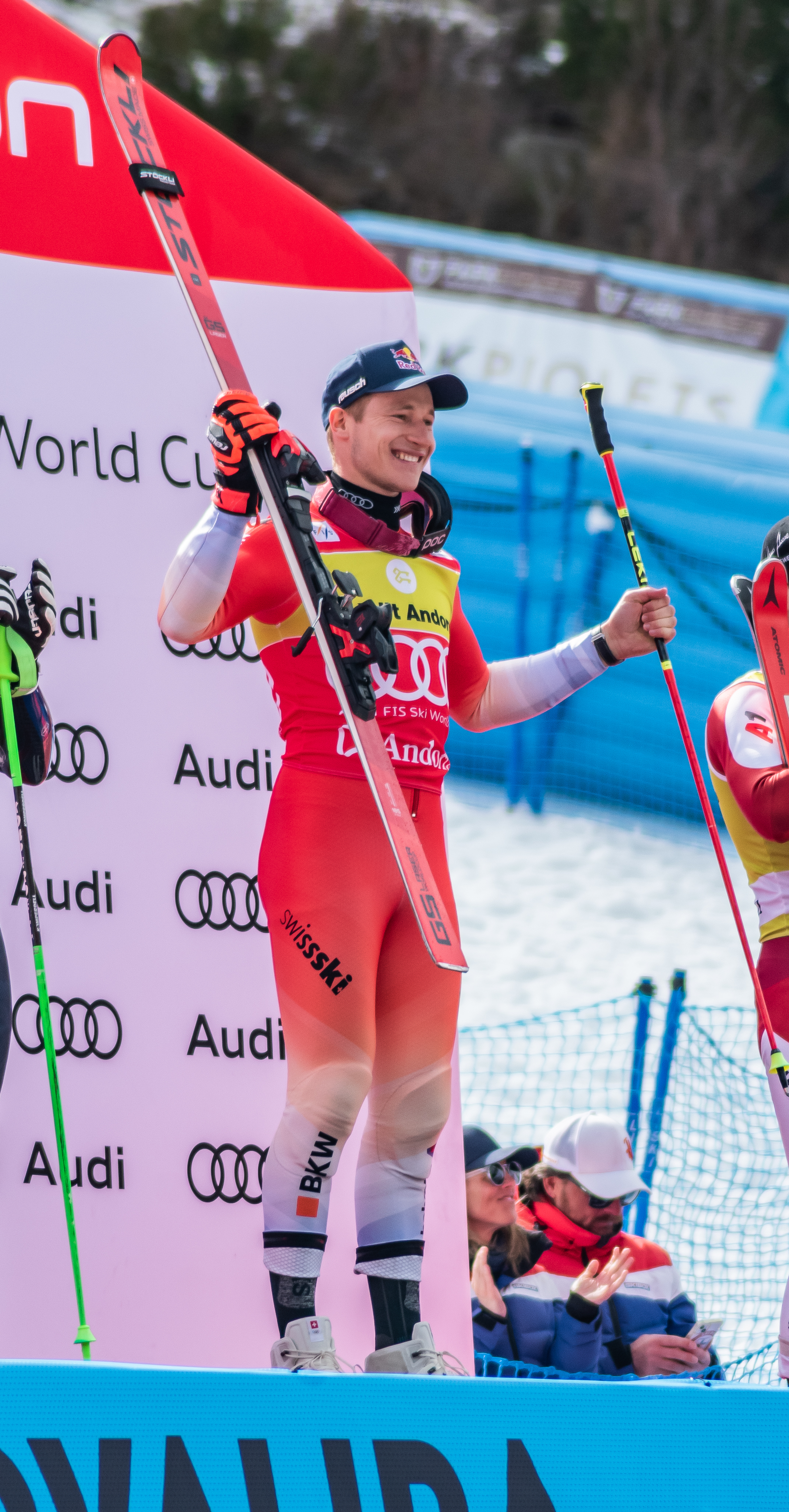
Marco Odermatt (* 1997)

- Odermatt, Maria (1867–1950), Schweizer Politiker (KVP)
- Odermatt, Michael (1815–1892), Schweizer Politiker
- Odermatt, Nik (* 1999), Schweizer Unihockeyspieler
- Odermatt, Siegfried (1926–2017), Schweizer Grafikdesigner
- Odermatt, Tanja (* 1997), Schweizermeisterin im Eiskunstlauf
- Odermatt, Thaïs (* 1980), Schweizer Filmemacherin
- Odermatt, Urs (* 1955), Schweizer Regisseur
- Odermatt, Vanessa (* 1990), deutsche Politikerin (CDU), MdL
- Odermatt, Walter (1875–1942), Schweizer Politiker
- Odermatt-Bürgi, Regula (1944–2021), Schweizer Kunsthistorikerin, Germanistin, Ethnologin, Autorin und Politikerin
- Odermatt-Lussy, Marie (1891–1971), Schweizer Schriftstellerin
- Odero, Attilio (1854–1945), italienischer Werft-Unternehmer und Senator
- Odersky, Martin (* 1958), deutscher Informatiker
- Odersky, Walter (* 1931), deutscher Jurist, Präsident des Bundesgerichtshofs (1988–1996)
- Oderwald, Ingeborg (* 1932), niederländische Malerin und Grafikerin
- Odescalchi, Artur (1836–1924), ungarischer Politiker und Historiker
- Odescalchi, Carlo (1785–1841), italienischer Kardinal und Kardinalvikar
- Odescalchi, Giulio Maria († 1666), italienischer römisch-katholischer Geistlicher und Bischof von Novara
- Odescalchi, Gyula (1828–1895), ungarischer Politiker und Offizier
- Odesnik, Wayne (* 1985), US-amerikanischer Tennisspieler
- Odessa, Devon (* 1974), US-amerikanische Schauspielerin
- Odet, Jean-Baptiste d’ (1752–1803), Schweizer römisch-katholischer Geistlicher, Bischof des Bistums Lausanne
- Odetoyinbo, Peter Kayode (* 1964), nigerianischer Geistlicher, römisch-katholischer Bischof von Abeokuta
- Odets, Clifford (1906–1963), US-amerikanischer Drehbuchautor und Schauspieler
- Odetta (1930–2008), US-amerikanische SängerinOdetta (1930–2008)

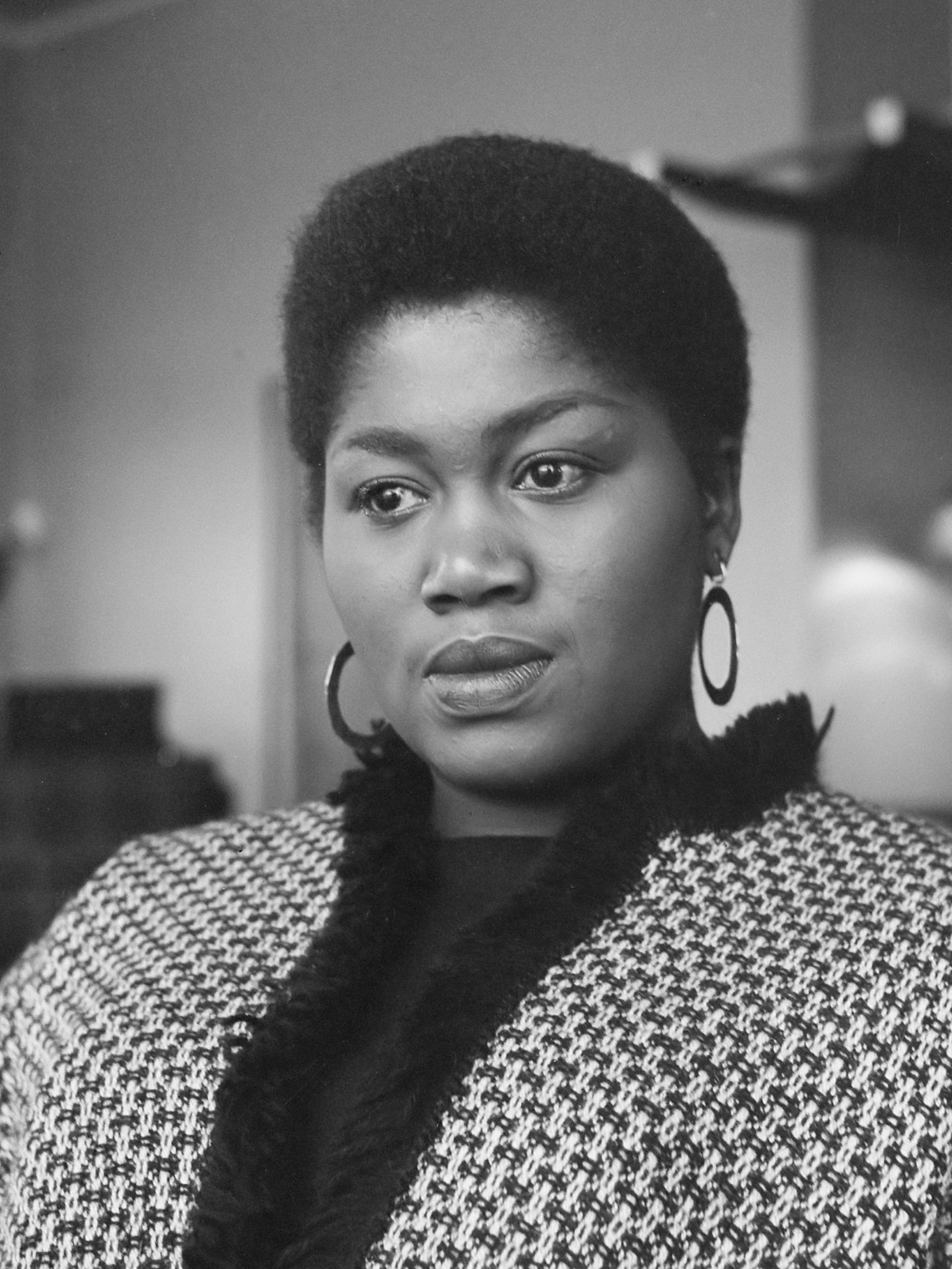
Odetta (1930–2008)

- Odette de Champdivers, Mätresse von Karl VI. von Frankreich
- Odette, Mary (1901–1987), französische Stummfilm-Schauspielerin in Großbritannien und Deutschland
- O’Dette, Paul (* 1954), US-amerikanischer Lautenist, Theorbist, Gitarrist und Musikwissenschaftler
- Odeurs, Justien (* 1997), belgische Fußballspielerin
- Odevaere, Joseph-Denis († 1830), flämischer Maler
- Odewald, Jens (1940–2024), deutscher Wirtschaftsmanager
- Odey, Crispin (* 1959), britischer Hedgefondsmanager
- O’Dey, Dan mon (* 1972), deutscher Plastischer Chirurg
- Odeyn, Seppe (* 1987), belgischer Duathlet

### Odg
- Odgaard, Jens (* 1999), dänischer Fußballspieler
- Odgers, Brian (1943–2015), britischer Fusionmusiker (E-Bass)
- Odgers, Jeff (* 1969), kanadischer Eishockeyspieler und -scout

### Odh
- Odhiambo, Eric (* 1989), englischer Fußballspieler
- Odhiambo, Joyce (* 1963), kenianische Sprinterin
- Odhiambo, Mark (* 1993), kenianischer Sprinter
- Odhner, Clas Theodor (1836–1904), schwedischer Historiker und Politiker, Mitglied des Riksdag
- Odhner, Nils Hjalmar (1884–1973), schwedischer Malakologe
- Odhner, Willgodt Theophil (1845–1905), schwedischer Ingenieur und Erfinder des Odhner-Sprossenradrechners (Arithmometers)

### Odi
- Odiah, Chidi (* 1983), nigerianischer Fußballspieler
- Odian, Yervant (1869–1926), armenischer Schriftsteller und Satiriker
- Odiase, Benedict Elide (1934–2013), nigerianischer Komponist
- Odiase, Norense (* 1995), US-amerikanischer Basketballspieler
- Odiase, Tai (* 1995), US-amerikanischer Basketballspieler
- Odibe, Michael (* 1988), nigerianischer Fußballspieler
- Odic, Aleksandra (* 1982), deutsche Schauspielerin
- Odic, Robert (1887–1958), französischer Offizier, Generalleutnant der Luftstreitkräfte
- Odico, James Allen Yaw (* 1952), gambischer anglikanischer Geistlicher, Bischof von Gambia
- Odiele, Hanne Gaby (* 1988), belgisches ModelHanne Gaby Odiele (* 1988)

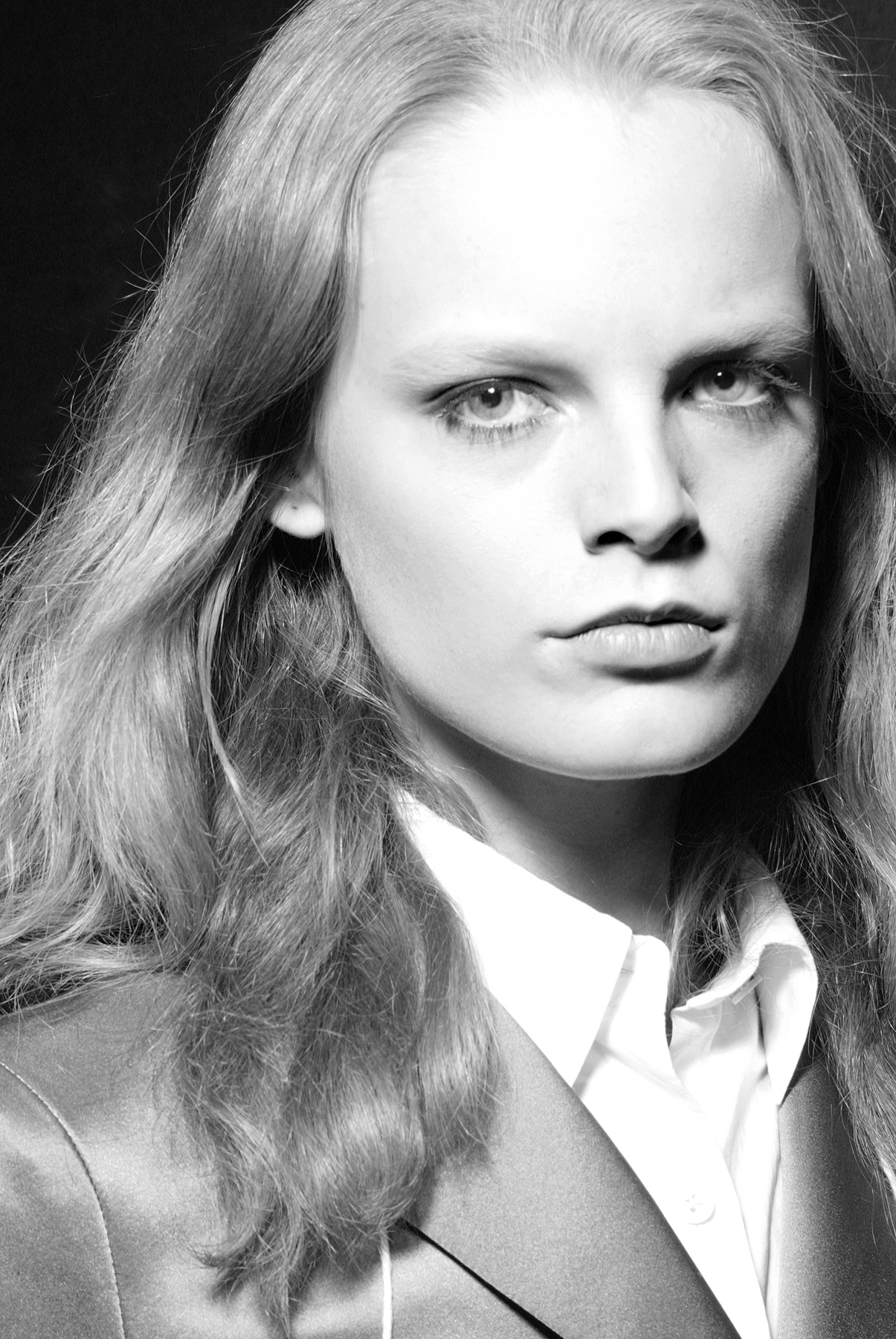
Hanne Gaby Odiele (* 1988)

- Odier, Daniel (* 1945), Schweizer Schriftsteller und Tantra-Lehrer
- Odier, Édouard (1844–1919), Schweizer Jurist, Politiker und Diplomat
- Odier, Louis Jean (1748–1817), frankoprovenzalischer Arzt
- Odier, Lucie (1886–1984), Schweizer Krankenschwester und IKRK-Delegierte
- Odierno, Raymond T. (1954–2021), US-amerikanischer Lieutenant General; Kommandierender General des Multi-National Corps Iraq
- Odifreddi, Piergiorgio (* 1950), italienischer Mathematiker, Logiker und Wissenschaftshistoriker
- Odighizuwa, Osa (* 1998), US-amerikanischer American-Football-Spieler
- Odija, Daniel (* 1974), polnischer Schriftsteller und Fernsehjournalist
- Odili Okeke, Hilary Paul (* 1947), nigerianischer Geistlicher, emeritierter römisch-katholischer Bischof von Nnewi
- Odilia († 720), Heilige
- Odilia von Köln, Märtyrin und Heilige
- Odilo († 748), Herrscher des Stammesherzogtums BaiernOdilo († 748)

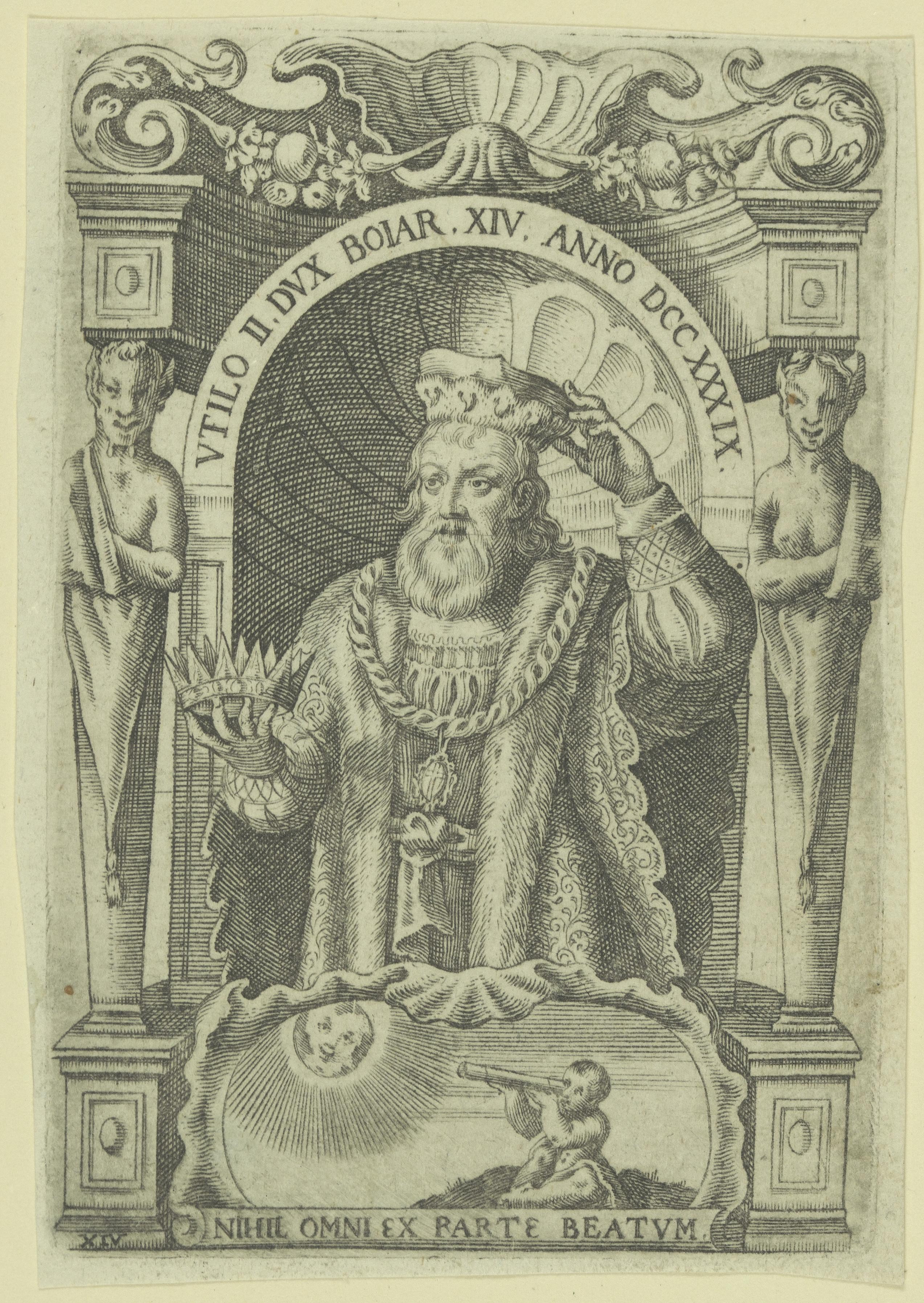
Odilo († 748)

- Odilo von Cluny († 1049), Abt von Cluny (992–1048)
- Odilo von Stablo († 954), Abt von Stablo und Malmedy
- Odilon, Helene (1863–1939), deutsch-österreichische Schauspielerin
- Odilov, Alisher (* 2001), usbekischer Fußballspieler
- Odilov, Sobir (1932–2002), usbekisch-sowjetischer Architekt, Chefarchitekt von Taschkent (1970 bis 1986)
- Odin, Jean Marie (1800–1870), französischer Ordensgeistlicher in den USA, Bischof von Galveston, Erzbischof von New Orleans
- Odin, Karl-Alfred (1922–1992), deutscher Theologe, Journalist und Publizist
- Odin, Louise (1836–1909), Schweizer Lehrerin und Lexikografin
- Odin, Roger (* 1939), französischer Medienwissenschaftler und Hochschullehrer
- Odin,Jean (1889–1975), französischer Politiker
- Odine, Meryeta (* 1997), kanadische Snowboarderin
- Oding, Iwan Awgustowitsch (1896–1964), lettisch-russischer Materialwissenschaftler und Hochschullehrer
- Odinga, Oburu (* 1943), kenianischer Politiker
- Odinga, Oginga († 1994), kenianischer Politiker, Vizepräsident, Oppositionsführer
- Odinga, Raila (* 1945), kenianischer Politiker
- Odinga, Theodor (1866–1931), Schweizer Unternehmer und Wirtschaftspolitiker
- Odingar, Noël Milarew (1932–2007), tschadischer Offizier
- Odingborg, Gerhard, Lübecker Kaufmann, Ratsherr und Flottenführer der Wullenwever-Zeit
- Odington, Walter, englischer Mönch, Mathematiker und Musiktheoretiker
- Odinis, Gabrielle (* 1974), deutsche SchauspielerinGabrielle Odinis (* 1974)

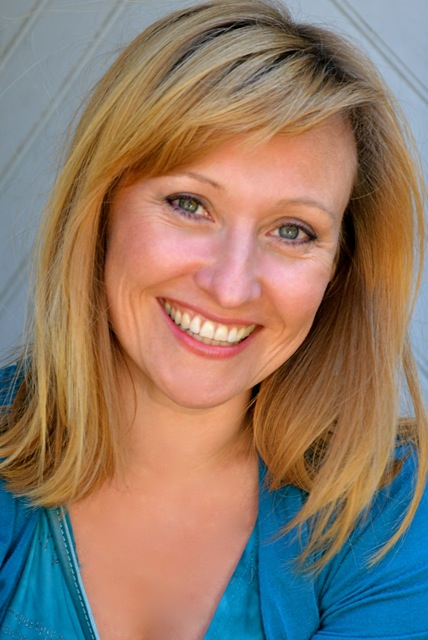
Gabrielle Odinis (* 1974)

- Odinius, Lothar (* 1966), deutscher Opern- und Konzertsänger (Tenor)
- Óðinn Þór Ríkharðsson (* 1997), isländischer Handballspieler
- Odinzow, Igor Alexandrowitsch (1937–2020), russischer Offizier und Baumeister
- Odinzow, Michail Petrowitsch (1921–2011), sowjetischer Pilot
- Odio Benito, Elizabeth (* 1939), costa-ricanische Juristin, Richterin am Internationalen Strafgerichtshof
- Odio Herrera, Rubén (1901–1959), costa-ricanischer Geistlicher, Erzbischof von San José de Costa Rica
- Odiong, Edidiong (* 1997), bahrainische Sprinterin nigerianischer Herkunft
- Odira, Lilian (* 1999), kenianische Mittelstreckenläuferin
- Odita, Odili Donald (* 1966), nigerianischer Maler und Installationskünstler
- Odiwa, Michael Otieno (* 1962), kenianischer römisch-katholischer Geistlicher, Bischof von Homa Bay
- Odizor, Nduka (* 1958), nigerianischer Tennisspieler

### Odj
- Odjick, Gino (1970–2023), kanadischer Eishockeyspieler
- Odjidja-Ofoe, Vadis (* 1989), belgischer Fußballspieler
- Odjig, Daphne (1919–2016), kanadische Künstlerin

### Odk
- Odkolek von Újezd, Adolf (1854–1917), österreichischer Waffentechniker und Offizier

### Odl
- Odland, Bruce (* 1952), US-amerikanischer Komponist und Klangkünstler
- Odle, Jan (* 1964), US-amerikanischer, deutschsprachiger Synchronsprecher
- Odlin, Paul (* 1978), neuseeländischer Radrennfahrer
- Odling, William (1829–1921), englischer Chemiker
- Odložil, Josef (1938–1993), tschechoslowakischer Leichtathlet
- Odložilík, Otakar (1899–1973), tschechischer Historiker
- Odlum, George (1934–2003), lucianischer Politiker
- Odlum, Robert Emmet (1851–1885), US-amerikanischer Schwimmlehrer
- Ödlund, Karin (1959–2005), schwedische Fußballspielerin
- Ödlund, Ture (1894–1942), schwedischer Curler
- Odlyzko, Andrew (* 1949), US-amerikanisch-polnischer Kryptologe und Hochschullehrer

### Odm
- Ödman-Govender, Carolina Johanna (1974–2022), Schweizer Physikerin, Astronomin, Astrophysikerin und Wissenschaftskommunikatorin
- Ödmark, Åke (1916–1994), schwedischer Hochspringer

### Odn
- Odnes, Ivar (1963–2018), norwegischer Politiker
- Odnodworzew, Maxim (* 1980), kasachischer Skilangläufer
- Odnoposoff, Ricardo (1914–2004), argentinischer österreichisch-amerikanischer Violinist

### Odo
- Odo, Graf von Toulouse
- Odo († 1039), Herzog von Gascogne und Aquitanien, Graf von Poitou
- Odo (1231–1266), burgundischer Adliger; Graf von Nevers; Graf von Auxerre; Graf von Tonnerre
- Odo I., Graf von Blois, Chartres, Châteaudun, Provins und Omois
- Odo I. († 1102), Herzog von Burgund
- Odo II. († 1037), Graf von Blois
- Odo II., Graf von Troyes, Graf von Meaux und Graf von Aumale
- Odo II. († 1162), Herzog von Burgund
- Odo II. von Porhoët, Graf von Porhoët und Regent des Herzogtums Bretagne
- Odo III. († 1093), Graf von Troyes
- Odo III. (1166–1218), Herzog von Burgund
- Odo IV. (1295–1350), Herzog von Burgund, Graf von Burgund und Graf von Artois
- Odo Poilechien, Seneschall und Bailli des Königreichs Jerusalem
- Odo von Bayeux († 1097), Bischof von Bayeux, Earl of KentOdo von Bayeux († 1097)

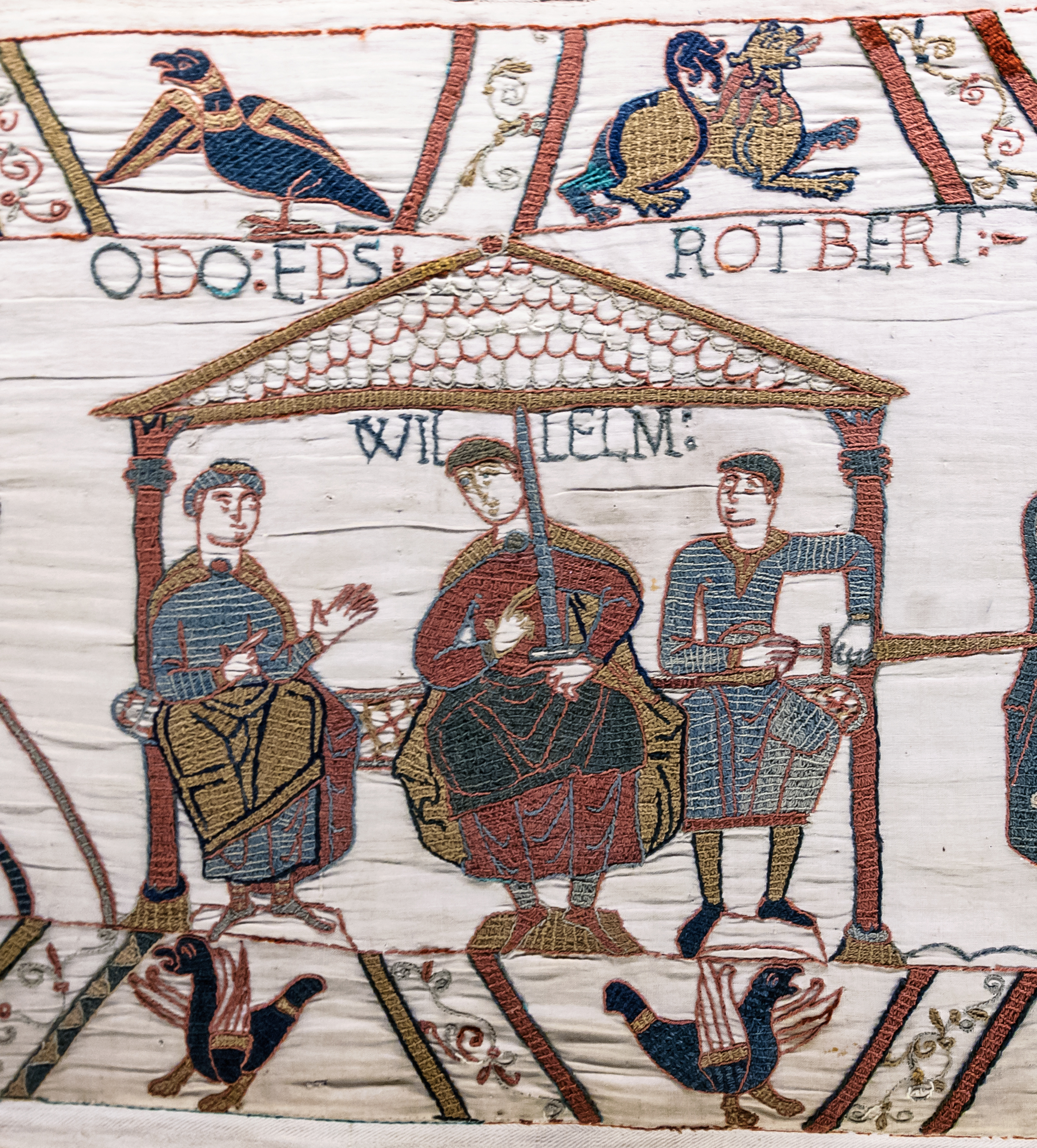
Odo von Bayeux († 1097)

- Odo von Cambrai (1060–1113), Gelehrter, Abt und Bischof von Cambrai
- Odo von Canterbury († 959), englischer Erzbischof und Heiliger
- Odo von Champlitte (* 1123), Herr von Champlitte, Vizegraf von Dijon
- Odo von Châteauroux († 1273), französischer Theologe, Kardinalbischof von Frascati, päpstlicher Legat
- Odo von Cheriton, Autor eines lateinischen hagiographischen Berichtes
- Odo von Cluny († 942), Abt der Benediktinerabtei Cluny und Klosterreformer
- Odo von Deuil († 1162), französischer Benediktinermönch und Geschichtsschreiber
- Odo von Metz, fränkischer Baumeister
- Odo von Montbéliard, Titularfürst von Galiläa
- Odo von Orléans († 834), Graf von Orleans
- Odo von Paris († 898), König des Westfrankenreichs
- Odo von Saint-Omer, Konstabler von Tripolis, Herr von Gogulat
- Odo von Thoire und Villars (1354–1414), Graf von Genf
- Odo von Urgell (1065–1122), Bischof von Urgell
- Odo von Vermandois, Graf von Vienne und Graf von Amiens
- Ōdō, Satsuki (* 2004), japanische Tischtennisspielerin
- Odoaker († 493), „König von Italien“, setzte den letzten weströmischen Kaiser abOdoaker († 493)

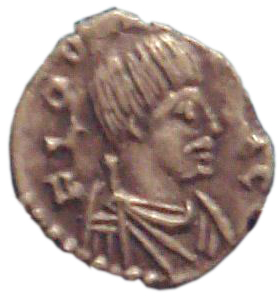
Odoaker († 493)

- Odoardi, Giuseppe (1746–1786), italienischer Geigenbauer
- Odoardo II. Farnese (1666–1693), Sohn des Herzogs Ranuccio II. Farnese von Parma und Piacenza
- Odobert, Wilson (* 2004), französischer Fußballspieler
- Odobescu, Alexandru (1834–1895), rumänischer Schriftsteller, Archäologe, Beamter und Hochschullehrer
- Odobescu, Anna (* 1991), moldauische Sängerin
- Odobescu, Luminița (* 1969), rumänische Diplomatin
- Odoemenam, Emily (* 1970), nigerianische Sprinterin
- Odogu, David (* 2006), deutsch-nigerianischer Fußballspieler
- Odogwu Elue, Michael (* 1956), nigerianischer Priester, Bischof von Issele-Uku
- Odogwu, Violet (* 1942), nigerianische Weitspringerin, Hürdenläuferin, Hochspringerin und Sprinterin
- Odoh, Valentine, nigerianischer Fußballspieler
- O’Doherty, Brian (1928–2022), irisch-amerikanischer Konzeptkünstler, Kunstkritiker und Zeichner
- O’Doherty, Éamonn (1939–1999), irischer IRA-Führer
- Odoi, Denis (* 1988), ghanaisch-belgischer Fußballspieler
- Odoi-Oywelowo, Fox (* 1968), ugandischer Rechtsanwalt und Politiker
- Odojewski, Alexander Iwanowitsch (1802–1839), russischer Schriftsteller
- Odojewski, Daniil Sergejewitsch (* 2003), russischer Fußballspieler
- Odojewski, Wladimir Fjodorowitsch (1803–1869), russischer Schriftsteller und Komponist
- Odojewski, Włodzimierz (1930–2016), polnischer Schriftsteller
- Odojewski-Maslow, Nikolai Nikolajewitsch (1849–1919), General der russischen Armee und Ataman
- Odojewzewa, Irina (1895–1990), russische bzw. lettische bzw. sowjetische Dichterin
- Odoki, Benjamin Joses (* 1943), ugandischer Jurist und Oberster Richter Ugandas
- Odoki, Sabino Ocan (* 1957), ugandischer Geistlicher, römisch-katholischer Bischof von Arua
- Odolaw, pommerscher Adliger
- Odom, George (1941–2010), US-amerikanischer Künstler und Amateur-Geometer
- Odom, Lamar (* 1979), US-amerikanischer Basketballspieler
- Odom, Leslie Jr. (* 1981), US-amerikanischer Filmschauspieler, Musikproduzent und SängerLeslie Odom Jr. (* 1981)

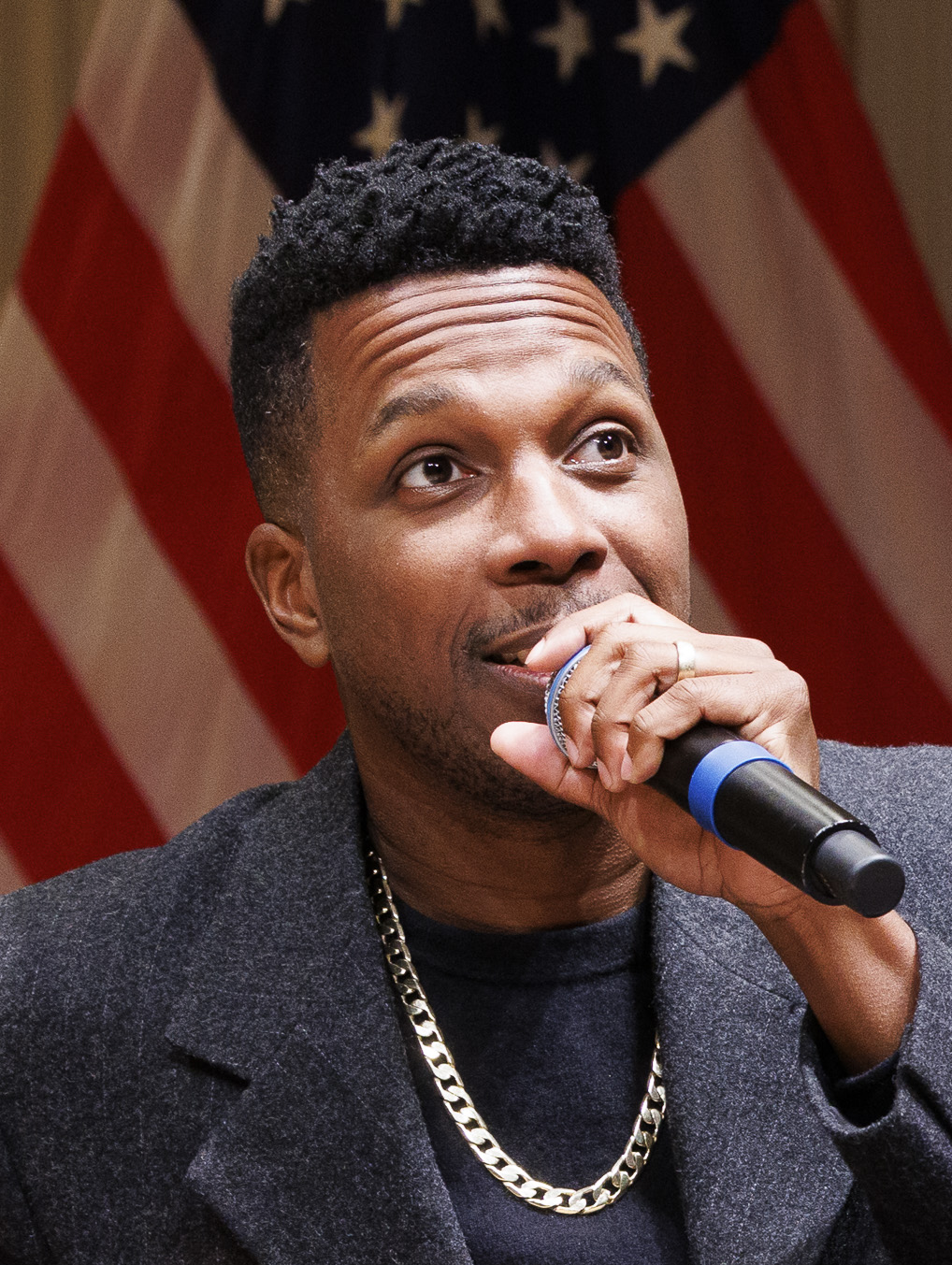
Leslie Odom Jr. (* 1981)

- Odom, Mel (* 1957), US-amerikanischer Science-Fiction und Fantasy-Autor
- Odom, Steve (* 1984), US-amerikanischer Footballspieler
- Odom, William E. (1932–2008), US-amerikanischer Heeresoffizier, Direktor der NSA
- Odoms, Riley (* 1950), US-amerikanischer American-Football-Spieler
- Odon de Pins († 1296), Großmeister der Johanniter
- Odon Mieszkowic († 1194), polnischer Herzog
- O’Donell von Tyrconell, Heinrich Lamoral (1802–1872), österreichischer Verwaltungsbeamter, Vizepräsident der Lombardei und Präsident des österreichischen Katholikentages
- O’Donell von Tyrconell, Karl (1715–1771), österreichischer General irischer Abstammung
- O’Donell von Tyrconell, Maximilian (1812–1895), österreichischer Kämmerer und Feldmarschallleutnant
- O’Donell, Carlos Alberto (1912–1954), argentinischer Botaniker
- O’Donell, Hanna (* 1874), österreichische Schriftstellerin
- Odongo, James (1931–2020), ugandischer Geistlicher, römisch-katholischer Erzbischof von Tororo und Bischof des Militärordinariates von Uganda
- Odongo, Jeje (* 1954), ugandischer Politiker und General
- Odoni, Romy (* 1959), Schweizer Politikerin
- O’Donis, Colby (* 1989), US-amerikanischer Sänger
- Odonkor, David (* 1984), deutscher FußballspielerDavid Odonkor (* 1984)

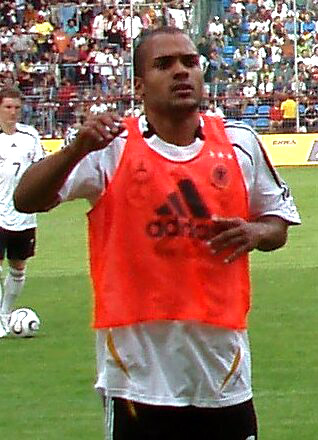
David Odonkor (* 1984)

- O’Donnell von Tyrconell, Heinrich (1726–1789), k. k. Generalmajor und Ritter des Maria-Theresia-Ordens
- O’Donnell von Tyrconell, Johann (1712–1784), k. k. Feldmarschall-Lieutenant und Ritter des Maria Theresia-Ordens
- O’Donnell von Tyrconell, Joseph (1756–1810), österreichischer Staatsmann, zuletzt Präsident der k. k. allgemeinen Hofkammer
- O’Donnell von Tyrconell, Moritz (1780–1843), k.k. Feldmarschall-Lieutenant und Kämmerer
- O’Donnell, Aidan, britischer Jazzmusiker (Kontrabass)
- O’Donnell, Alison, schottische Schauspielerin
- O’Donnell, Annie, US-amerikanische Filmschauspielerin
- O’Donnell, Bridie (* 1974), australische Radsportlerin
- O’Donnell, Cathy (1923–1970), US-amerikanische Schauspielerin
- O’Donnell, Chris (* 1970), US-amerikanischer SchauspielerChris O’Donnell (* 1970)

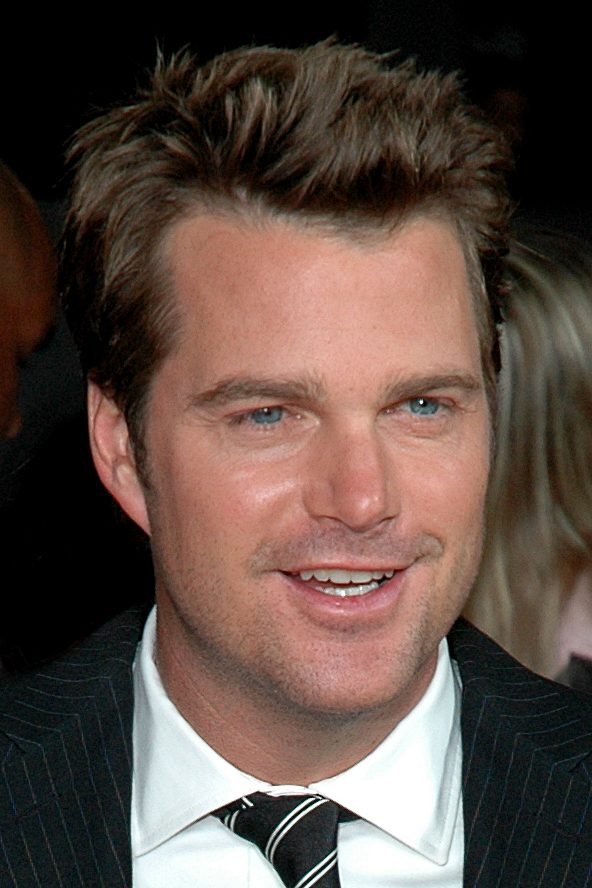
Chris O’Donnell (* 1970)

- O’Donnell, Christine (* 1969), US-amerikanische Politikerin (Republikanische Partei)
- O’Donnell, Christopher (* 1998), irischer Sprinter
- O’Donnell, Damien (* 1967), irischer Regisseur und Drehbuchautor
- O’Donnell, Daniel (* 1961), irischer Sänger und Fernsehmoderator
- O’Donnell, Daniel J. (* 1960), US-amerikanischer Politiker
- O’Donnell, Donal (* 1957), irischer Richter und Prozessanwalt
- O’Donnell, Edward Joseph (1931–2009), US-amerikanischer römisch-katholischer Geistlicher; Bischof von Lafayette
- O’Donnell, Emmett Jr. (1906–1971), US-amerikanischer Offizier, General der US Air Force
- O’Donnell, Enrique José (1769–1834), Graf von Abispal, spanischer General
- O’Donnell, Finola († 1528), irische Adelige
- O’Donnell, Fiona (* 1960), britische Politikerin
- O’Donnell, Guillermo (1936–2011), argentinischer Politikwissenschaftler
- O’Donnell, Gus, Baron O’Donnell (* 1952), britischer Politiker, Wirtschaftswissenschaftler und Diplomat
- O’Donnell, Hugh (* 1952), schottischer Politiker
- O’Donnell, James (1840–1915), US-amerikanischer Politiker
- O’Donnell, James P. (1917–1990), US-amerikanischer Autor
- O’Donnell, Joe (1922–2007), US-amerikanischer Fotograf
- O’Donnell, Joseph (1925–2005), US-amerikanischer Politiker
- O’Donnell, Keir (* 1978), US-amerikanischer SchauspielerKeir O’Donnell (* 1978)

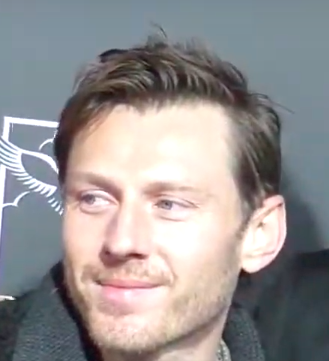
Keir O’Donnell (* 1978)

- O’Donnell, Kenneth (1924–1977), US-amerikanischer Politikberater und Assistent des Präsidenten John F. Kennedy
- O’Donnell, Kevin (1950–2012), amerikanischer Science-Fiction-Autor
- O’Donnell, Kieran (* 1963), irischer Politiker (Fine Gael)
- O’Donnell, Lawrence (* 1951), US-amerikanischer politischer Funktionär, politischer Kommentator und Fernsehmoderator
- O’Donnell, Leopoldo (1809–1867), spanischer Adliger und Politiker
- O’Donnell, Liz (* 1956), irische Politikerin
- O’Donnell, Mark (1954–2012), US-amerikanischer Schriftsteller
- O’Donnell, Martin (* 1986), englischer Snookerspieler
- O’Donnell, Mary Katherine, US-amerikanische Theater- und Filmschauspielerin
- O’Donnell, Neil (1949–2022), schottischer Fußballspieler
- O’Donnell, Neil (* 1966), US-amerikanischer Footballspieler
- O’Donnell, Patrick († 1970), irischer Politiker (Fine Gael)
- O’Donnell, Patrick Joseph (1856–1927), irischer Geistlicher, Erzbischof von Armagh und Kardinal der Römischen Kirche
- O’Donnell, Patrick Mary (1897–1980), irisch-australischer Geistlicher, Erzbischof von Brisbane
- O’Donnell, Peadar (1893–1986), irischer Schriftsteller, Revolutionär und sozialistischer Aktivist
- O’Donnell, Peter (1920–2010), britischer Schriftsteller
- O’Donnell, Peter (1939–2008), australischer Segler
- O’Donnell, Phil (1972–2007), schottischer Fußballspieler
- O’Donnell, Ralph (* 1969), US-amerikanischer römisch-katholischer Geistlicher, Bischof von Jefferson City
- O’Donnell, Rosie (* 1962), US-amerikanische Schauspielerin, Komikerin, Moderatorin und FernsehproduzentinRosie O’Donnell (* 1962)

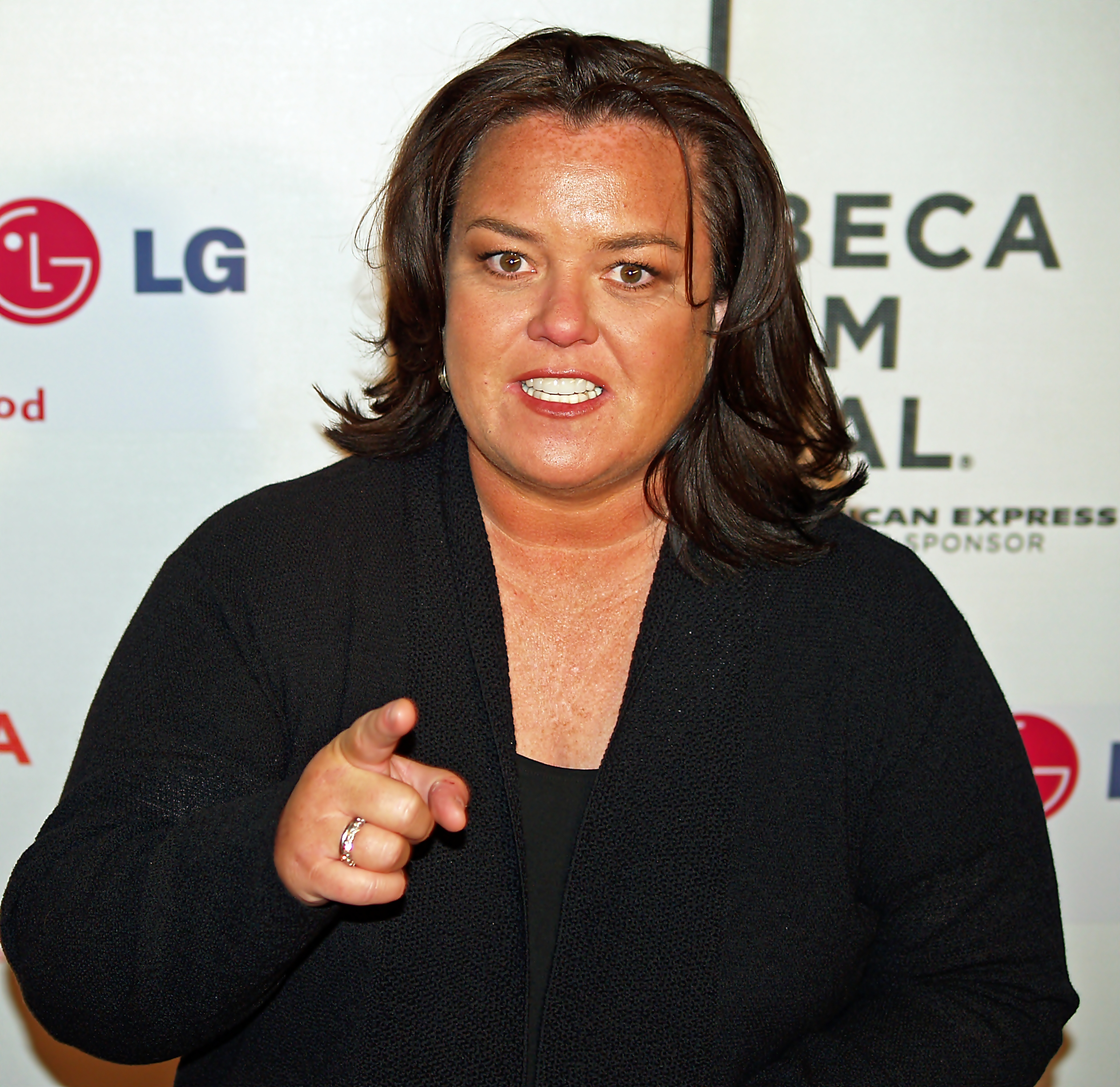
Rosie O’Donnell (* 1962)

- O’Donnell, Sean (* 1971), kanadischer Eishockeyspieler
- O’Donnell, Senan Louis (1927–2023), irischer Ordensgeistlicher, römisch-katholischer Bischof von Maiduguri
- O’Donnell, Sheila (* 1953), irische Architektin
- O’Donnell, Stephen (* 1992), schottischer Fußballspieler
- O’Donnell, Thomas (1874–1936), irischer römisch-katholischer Geistlicher und Erzbischof von Halifax
- O’Donnell, Tim, US-amerikanischer Drehbuchautor, Fernsehregisseur und Executive Producer
- O’Donnell, Timothy (* 1980), US-amerikanischer Triathlet
- O’Donnell, Tom (1926–2020), irischer Politiker (Fine Gael)
- O’Donnell, Trent (* 1976), australischer Filmregisseur und Drehbuchschreiber
- O’Donnelly, Katharine, britische Schauspielerin
- O’Donoghue, Brendan (* 1982), irischer Snookerspieler
- O’Donoghue, Colin (* 1981), irischer SchauspielerColin O’Donoghue (* 1981)

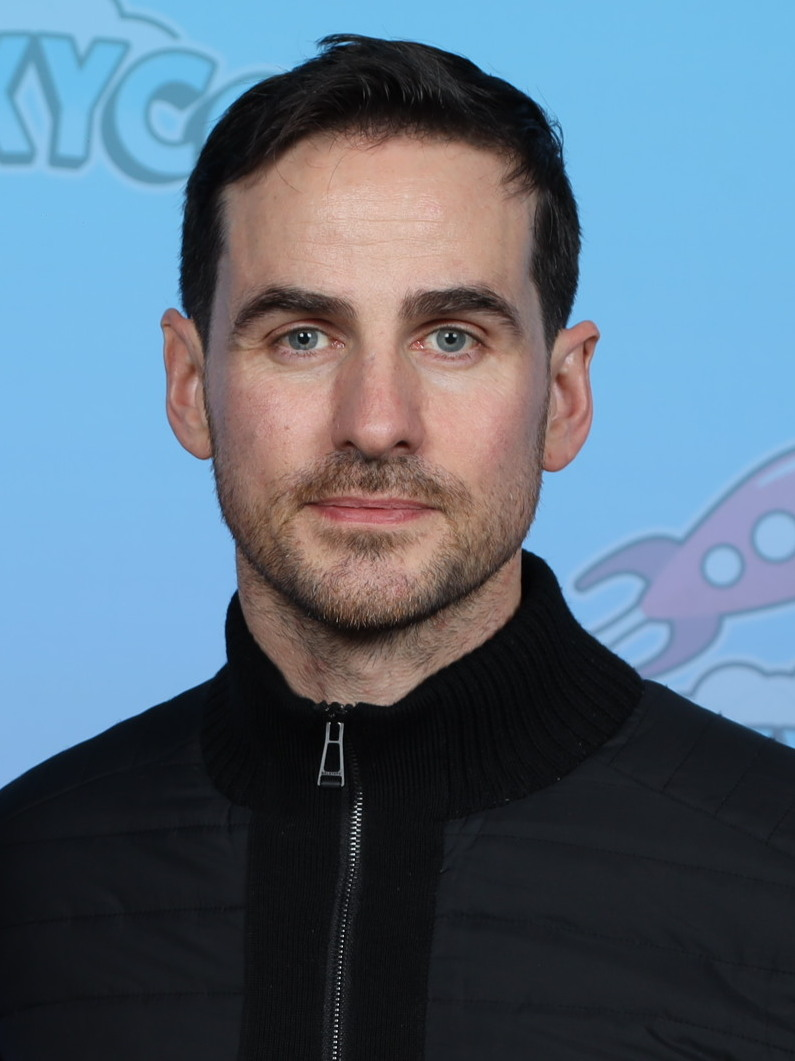
Colin O’Donoghue (* 1981)

- O’Donoghue, Daniel (* 1980), irischer Sänger und Songwriter der Band The Script
- O’Donoghue, Edward James (1900–1994), neuseeländischer Snookerspieler
- O’Donoghue, John (* 1956), irischer Politiker
- O’Donoghue, John Kingston (1894–1976), britischer Diplomat
- O’Donoghue, Kevin (* 1947), britischer General
- O’Donoghue, Martin (1933–2018), irischer Politiker (Fianna Fáil), Ökonom und Hochschullehrer
- O’Donoghue, Michael (1940–1994), US-amerikanischer Autor, Comicautor und Filmschaffender
- O’Donoghue, Patrick (1934–2021), irischer Geistlicher, römisch-katholischer Bischof von Lancaster
- O’Donoghue, Philip (1896–1987), irischer Jurist
- O’Donoghue, Richard, irischer Politiker
- O’Donoghue, Robert, irischer Politiker
- O’Donoghue, Robin (* 1945), britischer Tonmeister
- O’Donoghue, William Bernard (1843–1878), irisch-amerikanischer Rebell
- O’Donohue, John (1956–2008), irischer Philosoph
- O’Donohue, Maura (1933–2015), römisch-katholische Ordensschwester und Entwicklungshelferin, Ärztin und Missionarin
- O’Donohue, Ryan (* 1984), US-amerikanischer Schauspieler und Synchronsprecher
- O’Donojú, Juan (1762–1821), spanischer Militär und letzter Vizekönig von Neuspanien
- O’Donovan Rossa, Jeremiah (1831–1915), irischer Agitator
- O’Donovan Rossa, Mary Jane (1845–1916), irische Lyrikerin und Aktivistin
- O’Donovan, Aoife (* 1982), US-amerikanische Sängerin und SongschreiberinAoife O’Donovan (* 1982)

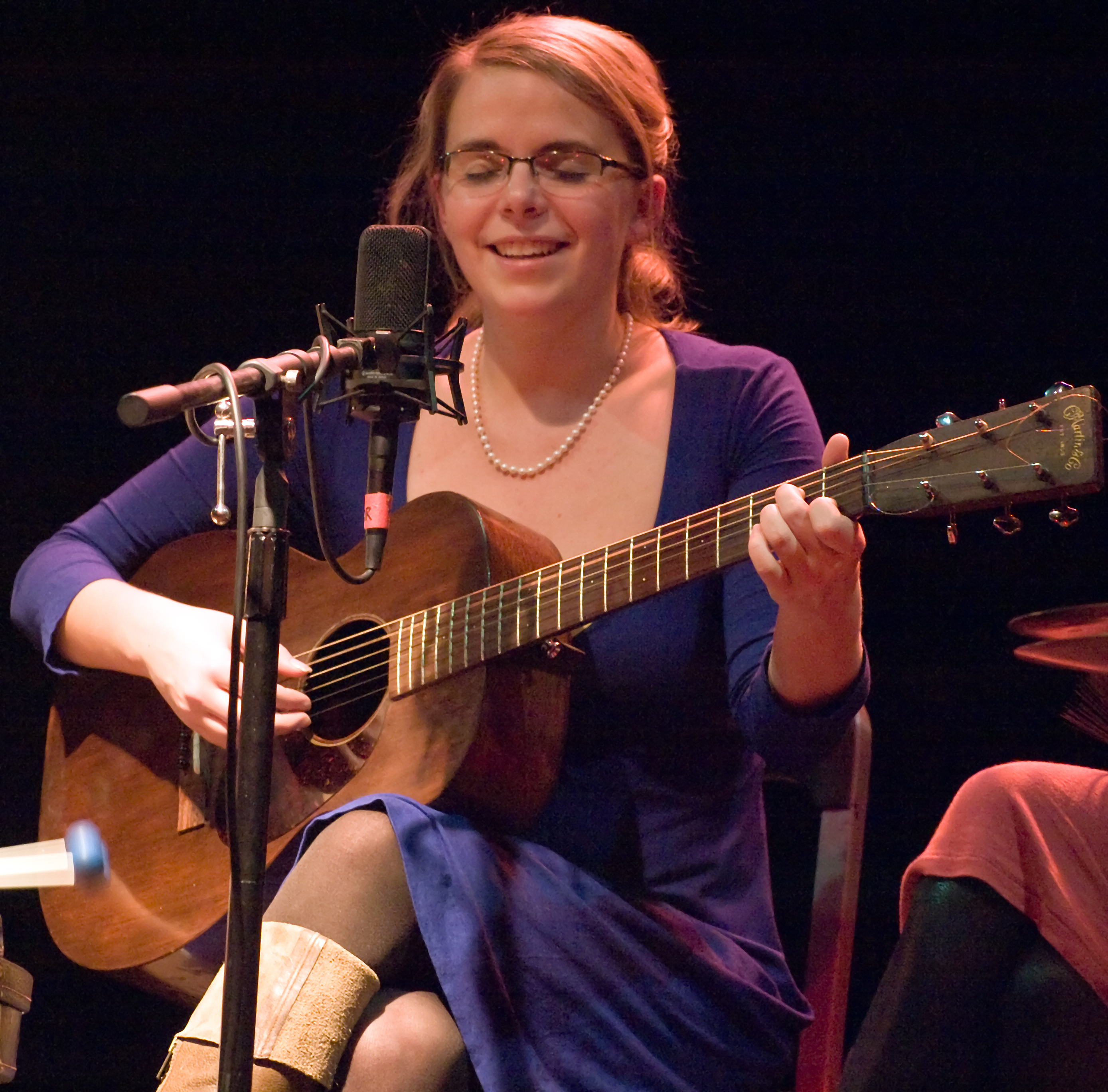
Aoife O’Donovan (* 1982)

- O’Donovan, Denis (* 1955), irischer Politiker
- O’Donovan, Edwin (1914–2000), US-amerikanischer Artdirector und Szenenbildner
- O’Donovan, Gary (* 1992), irischer Ruderer
- O’Donovan, John (1908–1982), irischer Politiker, Teachta Dála, Mitglied des Seanad Éireann
- O’Donovan, Leo (* 1934), US-amerikanischer Jesuit, Theologe, Hochschullehrer und Präsident der Georgetown University
- O’Donovan, Oliver (* 1945), britischer Moraltheologe
- O’Donovan, Patrick (* 1977), irischer Politiker
- O’Donovan, Paul (* 1994), irischer Ruderer
- O’Donovan, Seamus (1896–1979), irischer Revolutionär
- O’Donovan, Timothy J. (1881–1957), irischer Politiker
- Odontius, Johann Caspar (1580–1626), deutscher Astronom, Mathematiker und Kalendermacher
- Odonya, Henry Juma (* 1976), kenianischer römisch-katholischer Geistlicher und Bischof von Kitale
- Odor, Adam (* 1978), US-amerikanischer Countrymusikproduzent, Toningenieur und Musiker
- Ódor, Andrea (* 1975), ungarische Badmintonspielerin
- Odor, Gabriel (* 2000), österreichischer Eisschnellläufer
- O’dor, Kieth (1962–1995), britischer Rennfahrer
- Ódor, Lajos (* 1960), ungarischer Ruderer
- Ódor, Ľudovít (* 1976), slowakischer Volkswirt und Politiker
- O’Dor, Steven (* 1987), australischer Fußballspieler
- Odörfer, Bernd (* 1974), deutscher Jurist und Richter am Bundesgerichtshof
- Odorich von Portenau († 1331), Franziskaner, der zu Fuß von Pordenone nach Peking wanderte
- Odorisio, Luciano (* 1942), italienischer Filmregisseur und Drehbuchautor
- Odorizzi, Karl (1931–2024), österreichischer Architekt
- Odorizzi, Tullio (1903–1991), italienischer Politiker
- Ódorová, Eva (* 1979), slowakische Tischtennisspielerin
- Odotheus († 386), Anführer der gotischen Greutungen
- Odoutan, Jean (* 1965), beninischer Filmemacher und Schauspieler
- Odowalsky, Ernst (1592–1672), kaiserlicher und schwedischer Militär
- O’Dowd, Chris (* 1979), irischer SchauspielerChris O’Dowd (* 1979)

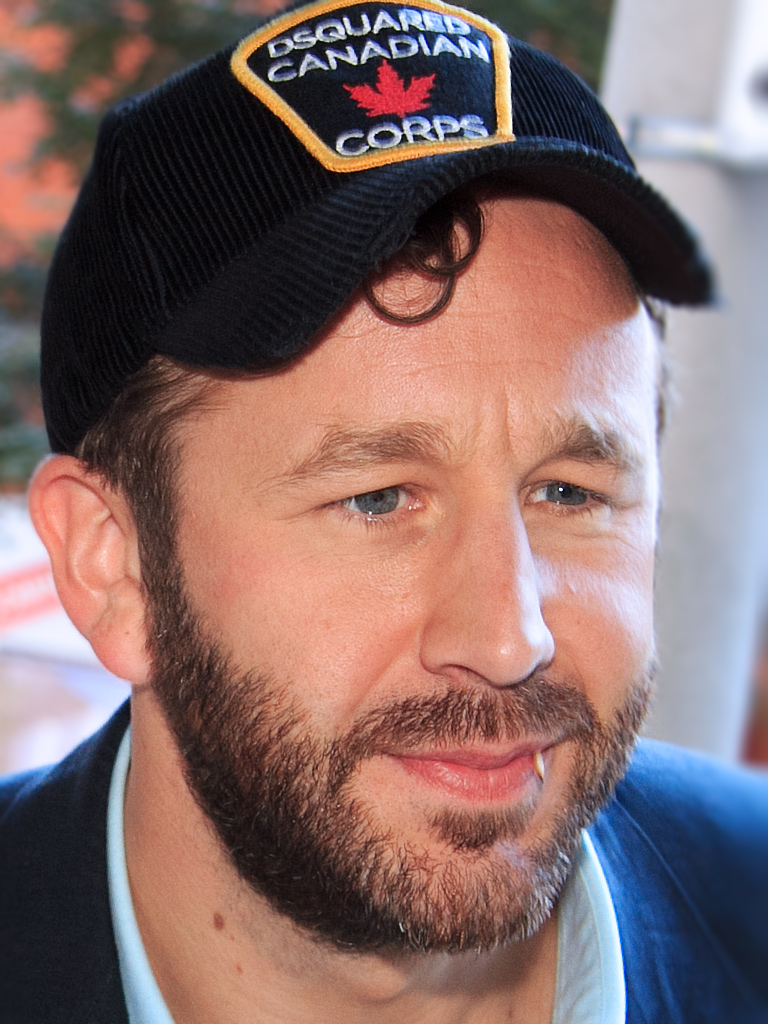
Chris O’Dowd (* 1979)

- O’Dowd, Fergus (* 1948), irischer Politiker
- O’Dowd, John (* 1967), irischer republikanischer Politiker, kommissarischer stellvertretender Erster Minister von Nordirland
- O’Dowd, Matthew John (* 1973), australischer Astrophysiker, Hochschullehrer und YouTuber
- O’Dowd, Max (* 1994), niederländischer Cricketspieler
- O’Dowd, Mike (1895–1957), US-amerikanischer Boxer, Weltmeister im Mittelgewicht
- O’Dowda, Callum (* 1995), irischer Fußballspieler
- O’Dowda, Jade (* 1999), britische Leichtathletin
- Odoy, Max (1886–1976), deutscher Maler, Grafiker und Buchillustrator
- Odozor-Onikeku, Chinedu (* 1977), nigerianische Weitspringerin

### Odq
- Odqvist, Gösta (1913–2005), schwedischer Generalleutnant

### Odr
- Odría Amoretti, Manuel Arturo (1897–1974), Militärherrscher Perus (1948–1956)
- Odriozola, Álvaro (* 1995), spanischer FußballspielerÁlvaro Odriozola (* 1995)

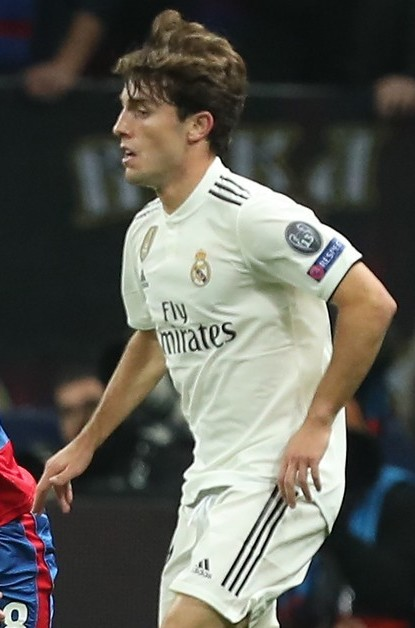
Álvaro Odriozola (* 1995)

- Odriozola, Kauldi (* 1997), spanischer Handballspieler
- Odriozola, Mikel (* 1973), spanischer Leichtathlet
- Odriozola, Rodrigo (* 1988), uruguayischer Fußballspieler
- O’Driscoll, Brian (* 1979), irischer Rugby-Union-Spieler
- O’Driscoll, Martha (1922–1998), US-amerikanische Schauspielerin
- O’Driscoll, Sean (* 1957), irischer Fußballspieler und -trainer
- O’Driscoll, Timothy (* 1980), irischer Eishockeyspieler
- Odrobny, Przemysław (* 1985), polnischer Eishockeytorwart
- Odrowąż, Iwo († 1229), Bischof von Krakau
- Odry, Dominique (1865–1962), französischer Militär, Divisionsgeneral und Oberkommissar des Memellandes (1920–1921)

### Ods
- Odstedt, Ella (1892–1967), schwedische Ethnologin
- Odszuck, Jürgen (* 1970), deutscher Kommunalpolitiker (CDU)

### Odu
- Oduah, Chika (* 1986), nigerianisch-US-amerikanische Journalistin und Fotografin
- Oduah, Emeka (* 2002), deutsch-nigerianischer Fußballspieler
- Oduamadi, Nnamdi (* 1990), nigerianischer Fußballspieler
- Odubola, Stephen (* 1990), britischer Filmschauspieler
- Oduduru, Divine (* 1996), nigerianischer Sprinter
- Oduenyi, Ugochukwu (* 1996), nigerianischer Fußballspieler
- O’Duffy, Eoin (1892–1944), irischer Politiker und MilitärEoin O’Duffy (1892–1944)

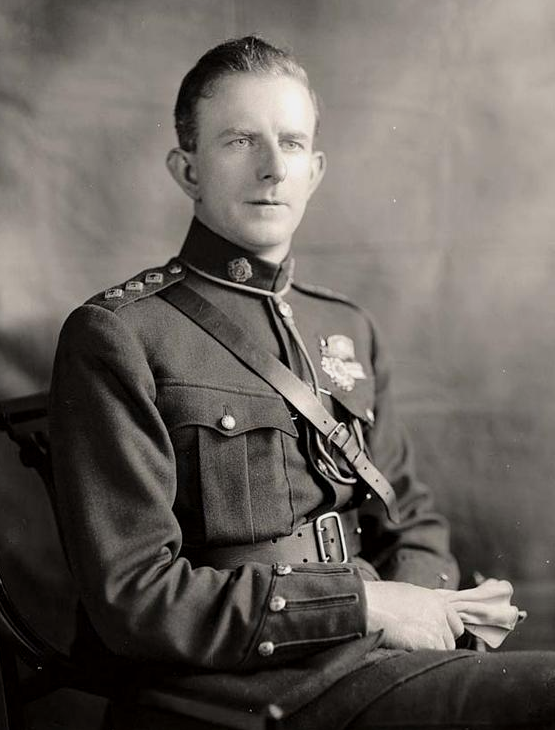
Eoin O’Duffy (1892–1944)

- Oduho, Joseph († 1993), sudanesischer Politiker (Südsudan)
- Oduke, John (* 1958), ugandischer Tennisspieler
- Odukoya, Femi (* 1977), deutscher Basketballspieler
- Odulf von Utrecht, Benediktiner und Missionar in Friesland
- Odum, Eugene P. (1913–2002), US-amerikanischer Ökologe
- Odum, Howard T. (1924–2002), US-amerikanischer Ökologe
- Odum, Howard Washington (1884–1954), US-amerikanischer Soziologe
- Odum, Jake (* 1991), US-amerikanischer Basketballspieler
- Ødum, Kasper (* 1979), dänischer Badmintonspieler
- Odumosu, Muizat Ajoke (* 1987), nigerianische Hürdenläuferin und Sprinterin
- Odunayo Ojo, Oyo (* 1973), deutscher American-Football-Spieler
- Oduncu, Fuat (* 1970), deutscher Hämatologe, Onkologe, Medizinethiker und Hochschullehrer
- Oduncu, Sude (* 1992), türkische Schauspielerin
- Odunewu, Steven (* 1984), nigerianischer Fußballspieler
- Odunlami, Kunle (* 1990), nigerianischer Fußballspieler
- Odunze, Rome (* 2002), US-amerikanischer American-Football-Spieler
- Oduro Manu, Joseph (* 1996), ghanaischer Sprinter
- Oduro, Christabel (* 1992), kanadische Fußballspielerin
- Oduro, Dominic (* 1985), ghanaischer Fußballspieler
- Oduro, Isaac (* 1995), ghanaischer Fußballspieler
- Odutayo, Colin (* 2001), niederländisch-nigerianischer Fußballspieler
- Oduwa, Nathan (* 1996), englischer Fußballspieler
- Oduwole, Zuriel (* 2002), nigerianisch-US-amerikanische Aktivistin und Filmemacherin
- Oduya, Johnny (* 1981), schwedischer Eishockeyspieler
- Oduye, Adepero (* 1978), US-amerikanische SchauspielerinAdepero Oduye (* 1978)

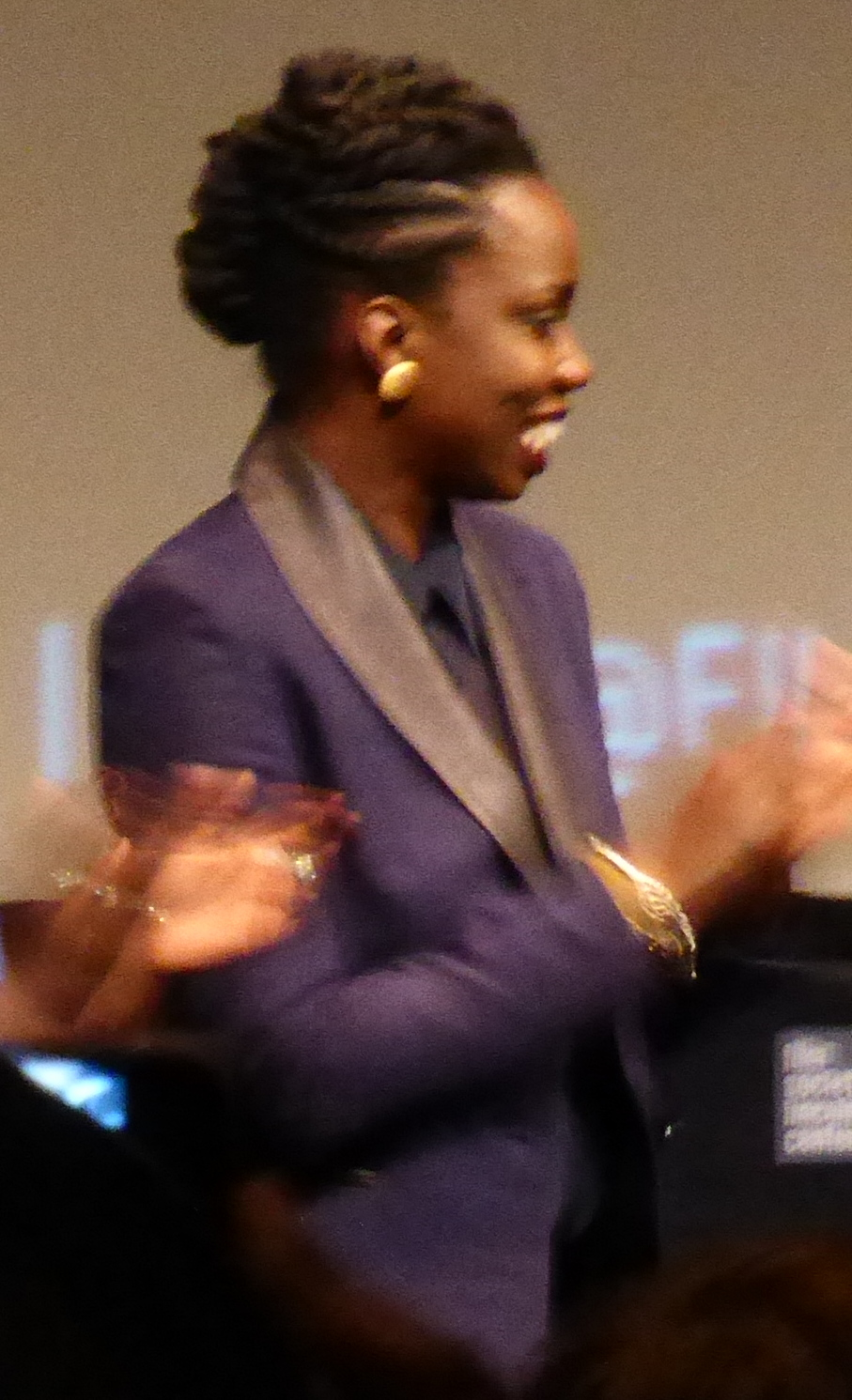
Adepero Oduye (* 1978)

### Odw
- Odwody, Käthe (1901–1943), österreichische Hilfsarbeiterin, Betriebsrätin und Widerstandskämpferin gegen den Nationalsozialismus
- O’Dwyer, Michael (1864–1940), britischer Kolonialbeamter; Vizegouverneur des Punjab in Indien
- O’Dwyer, Steve (* 1982), amerikanisch-irischer Pokerspieler
- O’Dwyer, Tim (* 1971), australischer Jazz- und Improvisationsmusiker (Saxophone, Bassklarinette, Komposition)
- O’Dwyer, William (1890–1964), US-amerikanischer Jurist und Politiker (Demokratische Partei), Bürgermeister von New York (1946–1950)

### Ody
- Ody, Firmin (1859–1920), Schweizer Architekt, Bauunternehmer und Politiker
- Odyniec, Antoni Edward (1804–1885), polnischer Lyriker, Dramatiker und Übersetzer

### Odz
- Odzierzyński, Roman (1892–1975), polnischer Politiker, Ministerpräsident Polens und Brigadegeneral
- Odzimek, Adam (1944–2022), polnischer römisch-katholischer Geistlicher und Weihbischof in Radom
- Odzuck, Christian (* 1978), deutscher Bildhauer